# Église Saint-Paul de Saint-Paul-lès-Dax
Pour les articles homonymes, voir Église Saint-Paul.
L'église Saint-Paul se situe dans la commune de Saint-Paul-lès-Dax, dans le département français des Landes. Elle est une étape sur la voie de Tours du chemin de Saint-Jacques-de-Compostelle. Elle est dédiée à Paul de Thèbes, dit Saint Paul l'Ermite, décédé en 345 dans le désert de Thèbes en Haute Egypte. Elle a été bâtie sur une colline connue pour l'abondance de ses sources.

## Présentation
À cause de son abside romane du XIIe siècle, véritable joyau du Moyen Âge, l’église Saint-Paul fait l'objet d'un classement au titre des monuments historiques par la liste de 1862.
Son abside, construite vers 1120-1130, a été associée à une nef sans doute plus ancienne qui a été remplacée au XIVe siècle par une nef gothique qui a été détruite en 1855 pour être remplacée par la présente nef à collatéraux.
La construction du clocher remonte au XIVe siècle ou au XVe siècle. Autrefois, il était séparé de l'église. La nef actuelle, plus grande et plus vaste le relie à l’abside, créant ainsi un édifice d'un seul tenant réunissant trois époques distinctes.

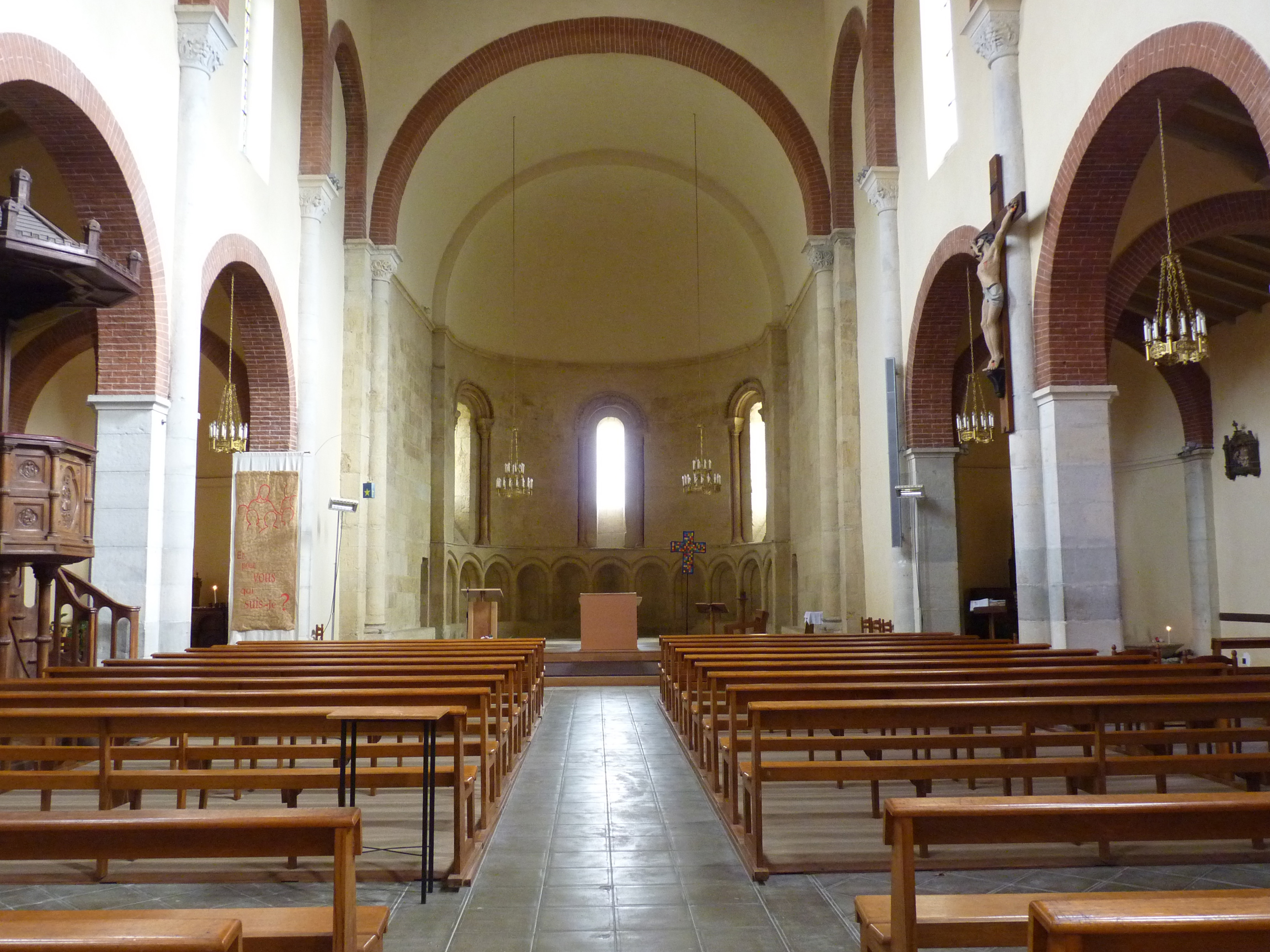
La nef à collatéraux et l'abside
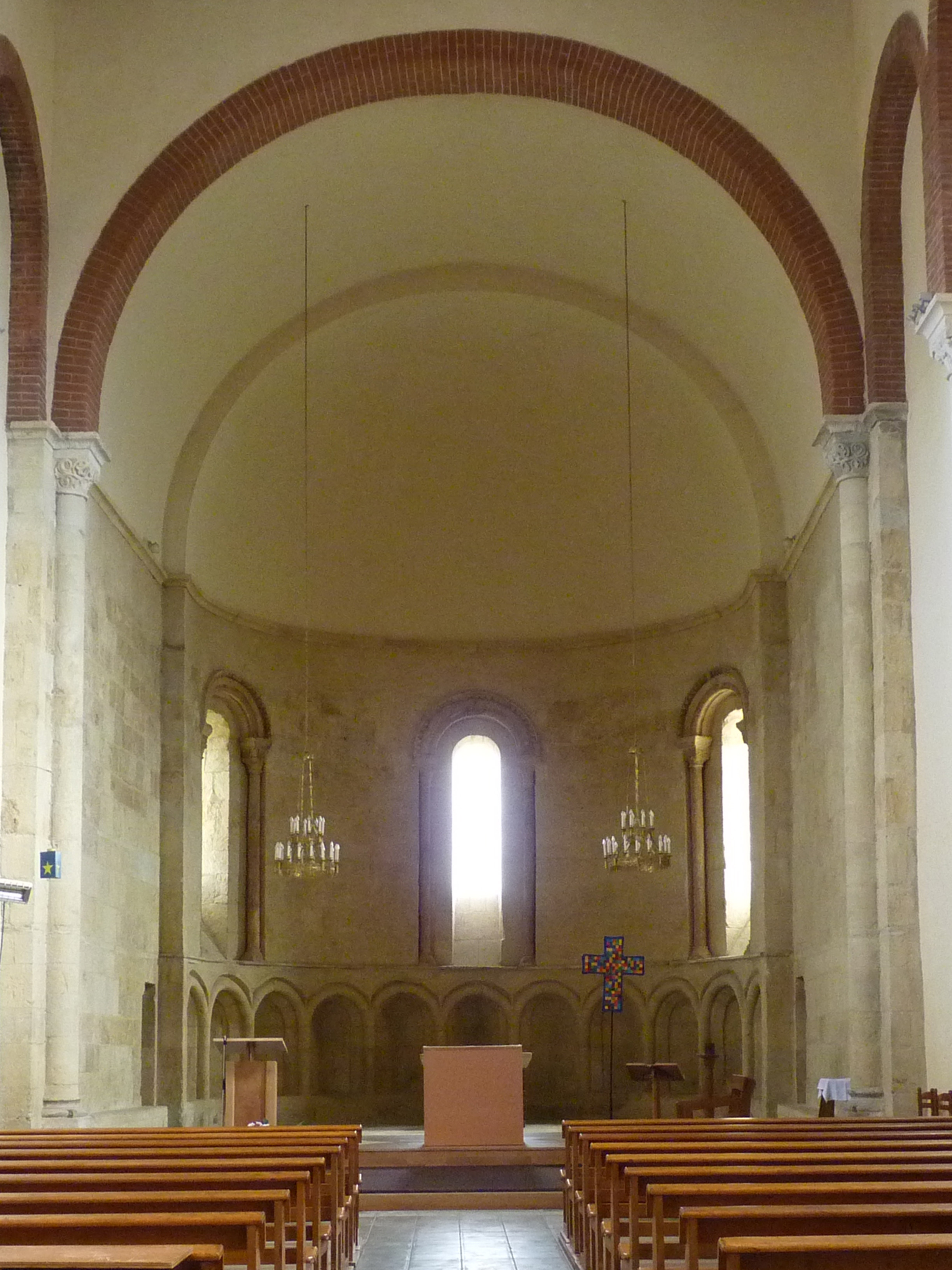
L'abside
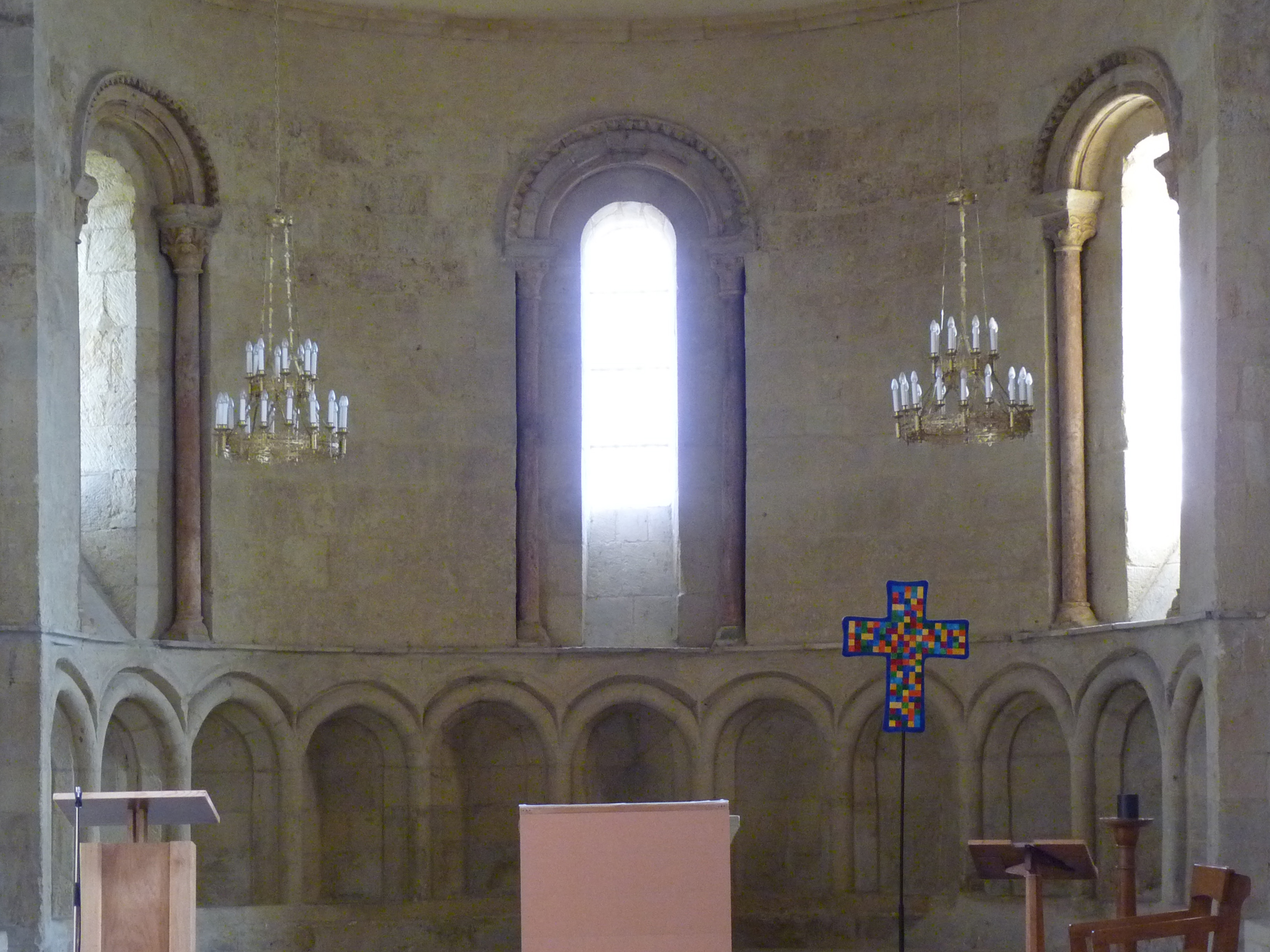
Détail de l'abside
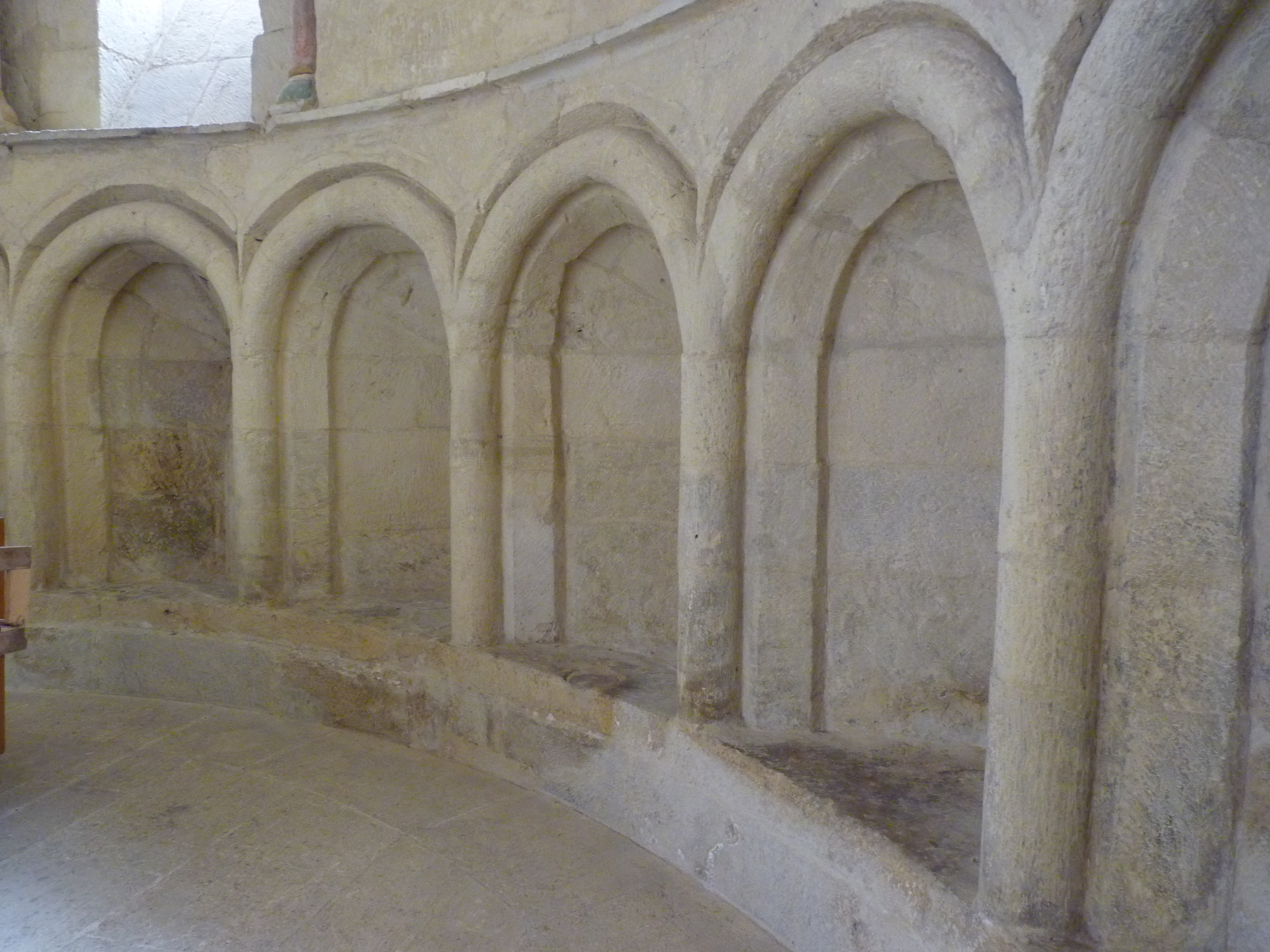
Détail des niches

## L'abside
Le décor intérieur de l'abside est sobre. Il se limite à une couronne de onze niches nues de plan triangulaire et à trois fenêtres accompagnées de leurs colonnes. Ces dernières sont rehaussées de chapiteaux qui supportent des arcatures ornées d’étoiles et présentent des sculptures propres à chaque fenêtre. Les niches, formées par des arcs en plein cintre cernés de tores, constituent une suite de sièges entourant l’autel et un aménagement qui doit être en rapport avec la fonction première de l'édifice, à savoir apporter un soulagement et sans doute même la guérison aux pèlerins de Saint-Jacques de  Compostelle en associant la croyance à l’eau, d’autant plus que cette église a été bâtie à quelques mètres d'une source d’où partait jadis l’aqueduc alimentant en eau la cité d’Aquæ Tarbellicæ – Dax.

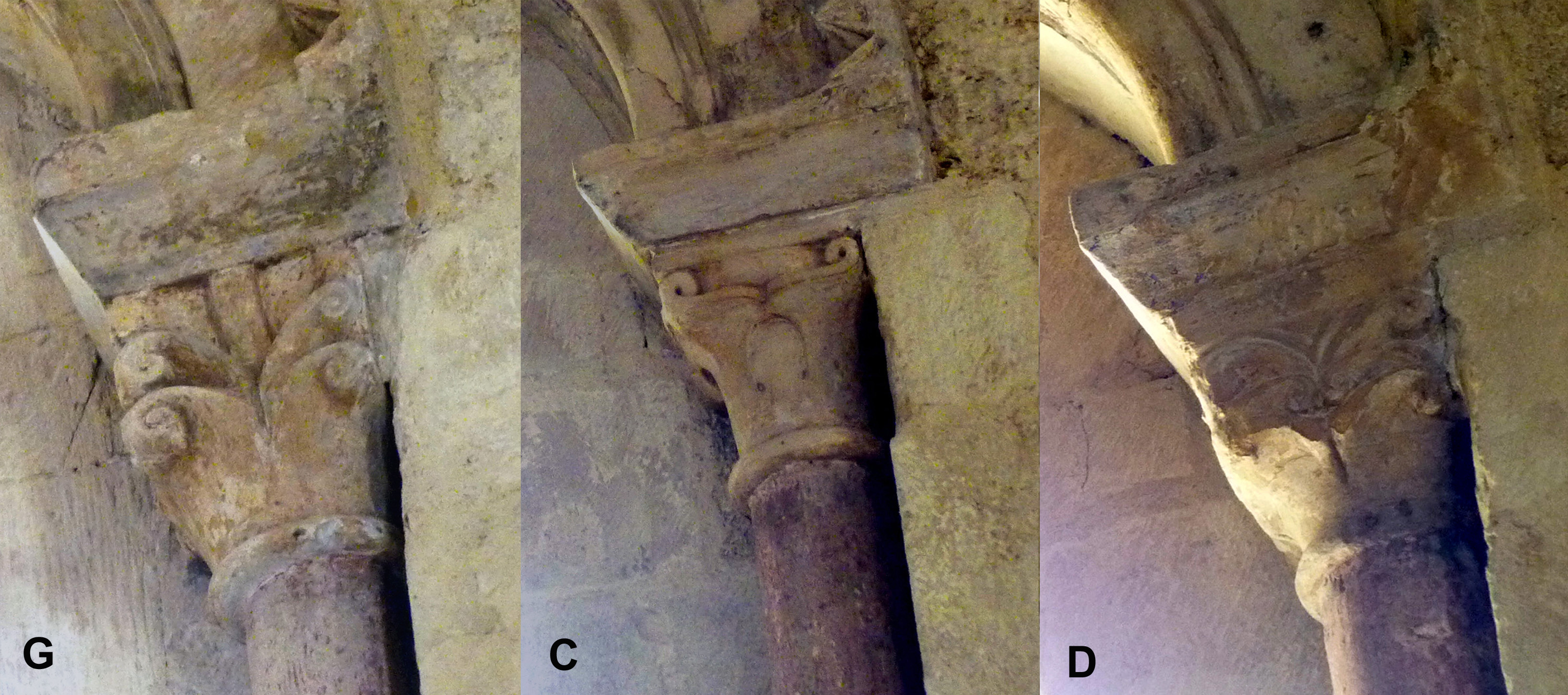
Trois modèles de chapiteaux intérieurs - De gauche à droite
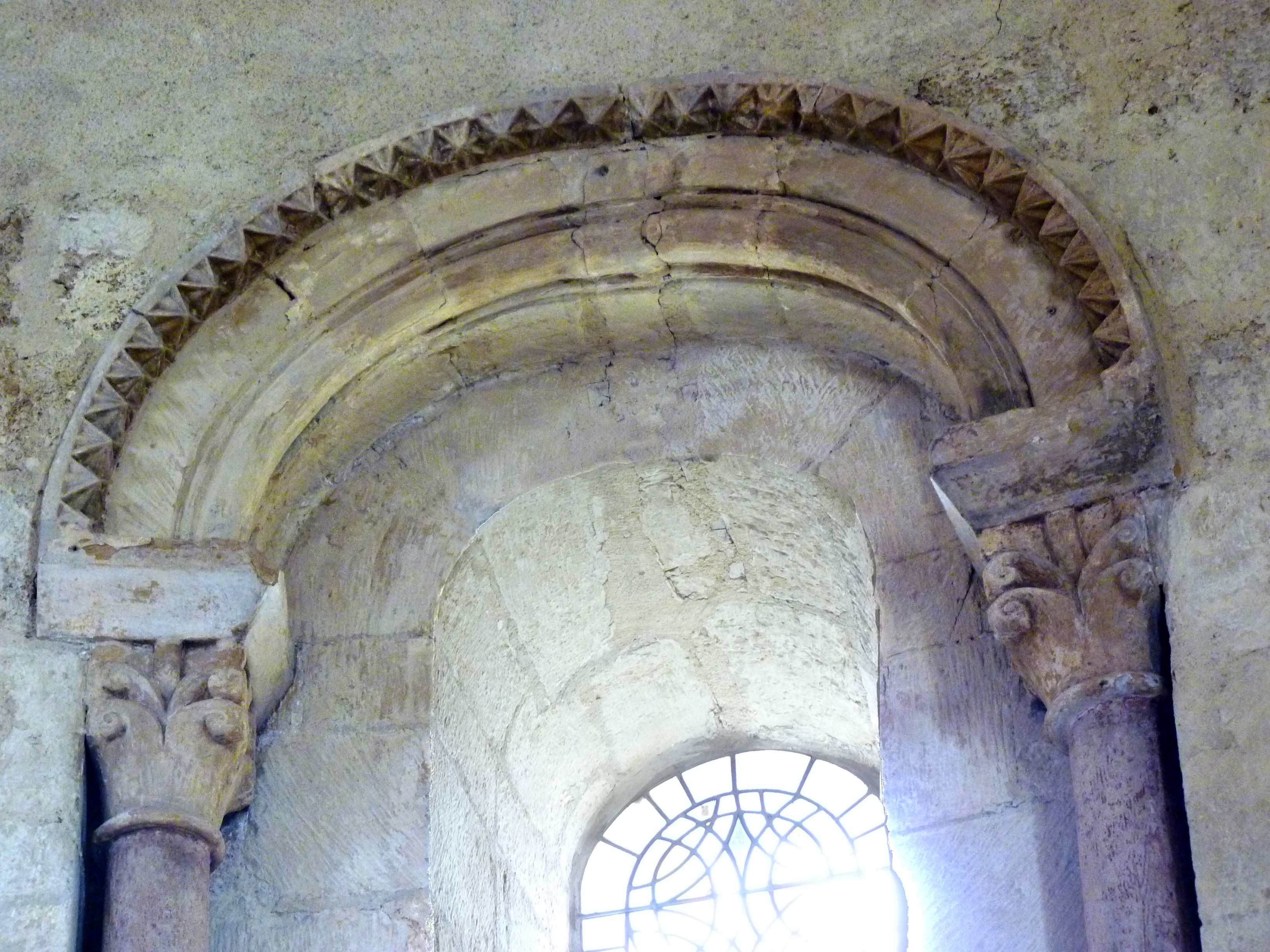
Arcature étoilée & chapiteaux

À l’extérieur, l’abside est parée de contreforts carrés qui se terminent en glacis et d’une arcature aveugle portée par des colonnes et des chapiteaux admirablement sculptés. Elle s’étend sur tout le pourtour de l’hémicycle et de la travée droite. Ses arcs sont en plein cintre, au nombre de quatre dans la partie centrale et de trois de chaque côté. Ils sont profilés d'un tore entre deux gorges qui sont ornées d'un rang de billettes. Une série de bas-reliefs aux représentations riches et variées repose sur cette arcature rehaussée d’un larmier décoré de billettes, de même que les trois fenêtres avec leurs colonnes, leurs chapiteaux et leurs arcatures ornées d’étoiles.

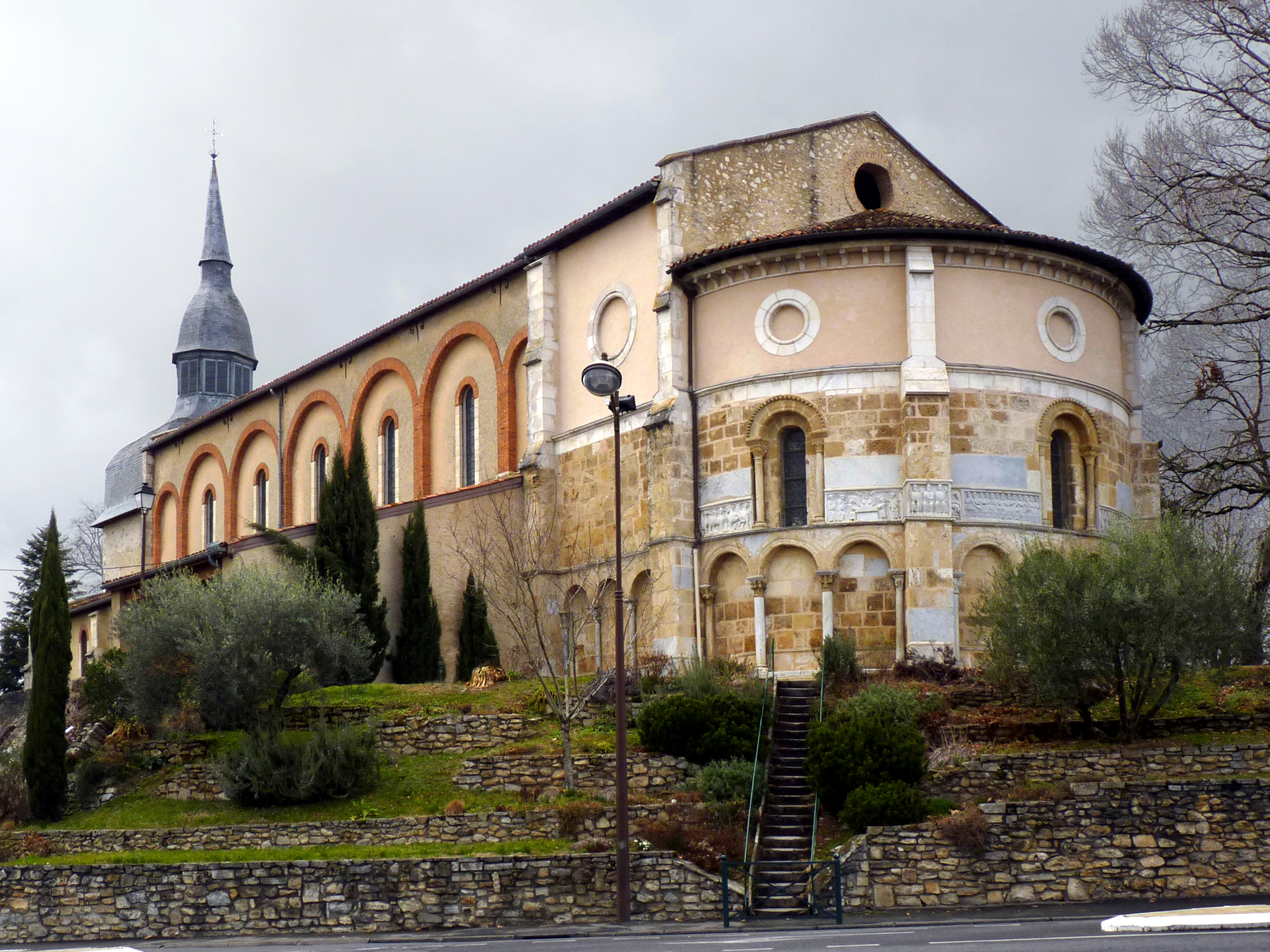
Vue de l'abside
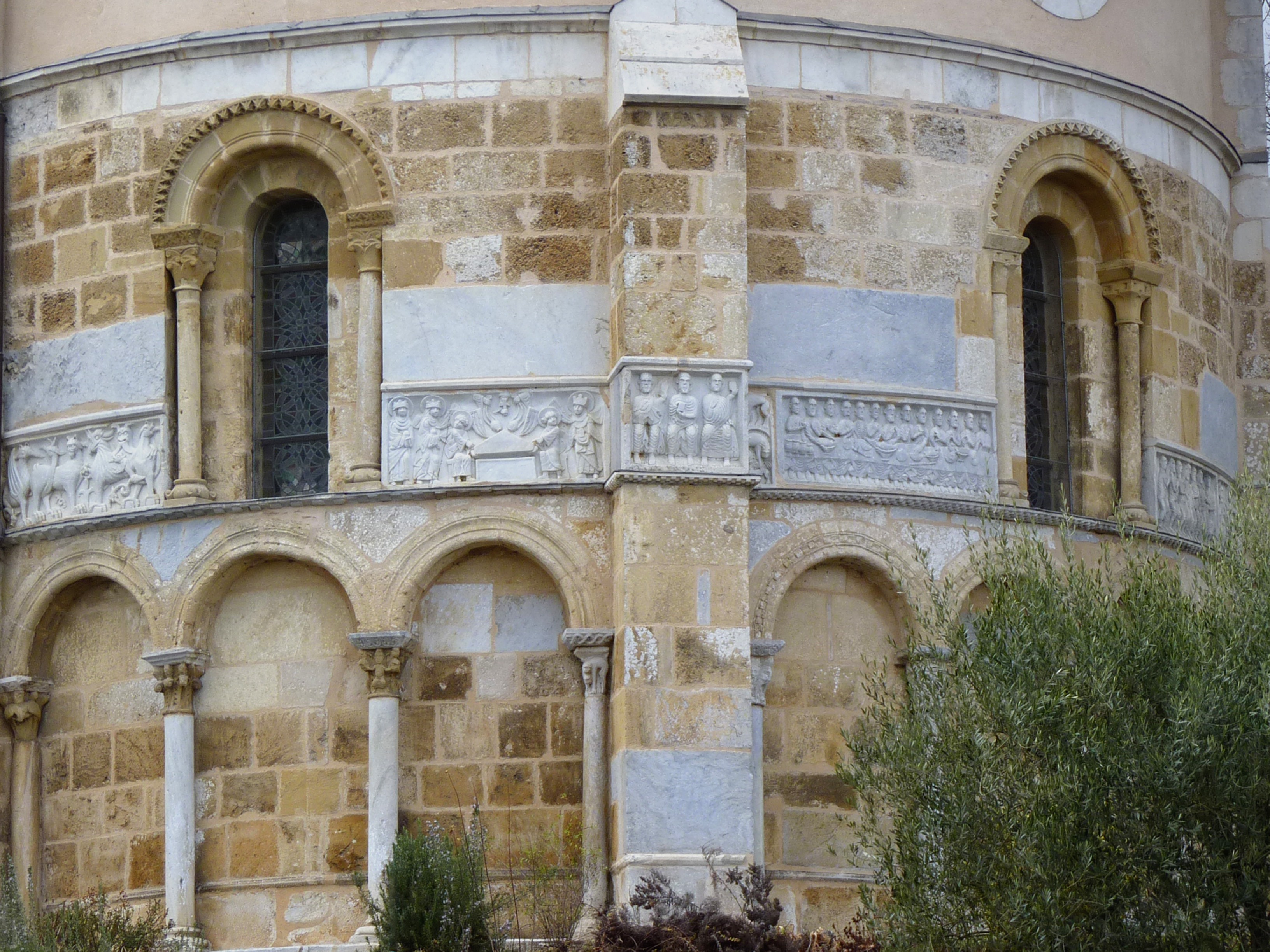
Détail de l'abside
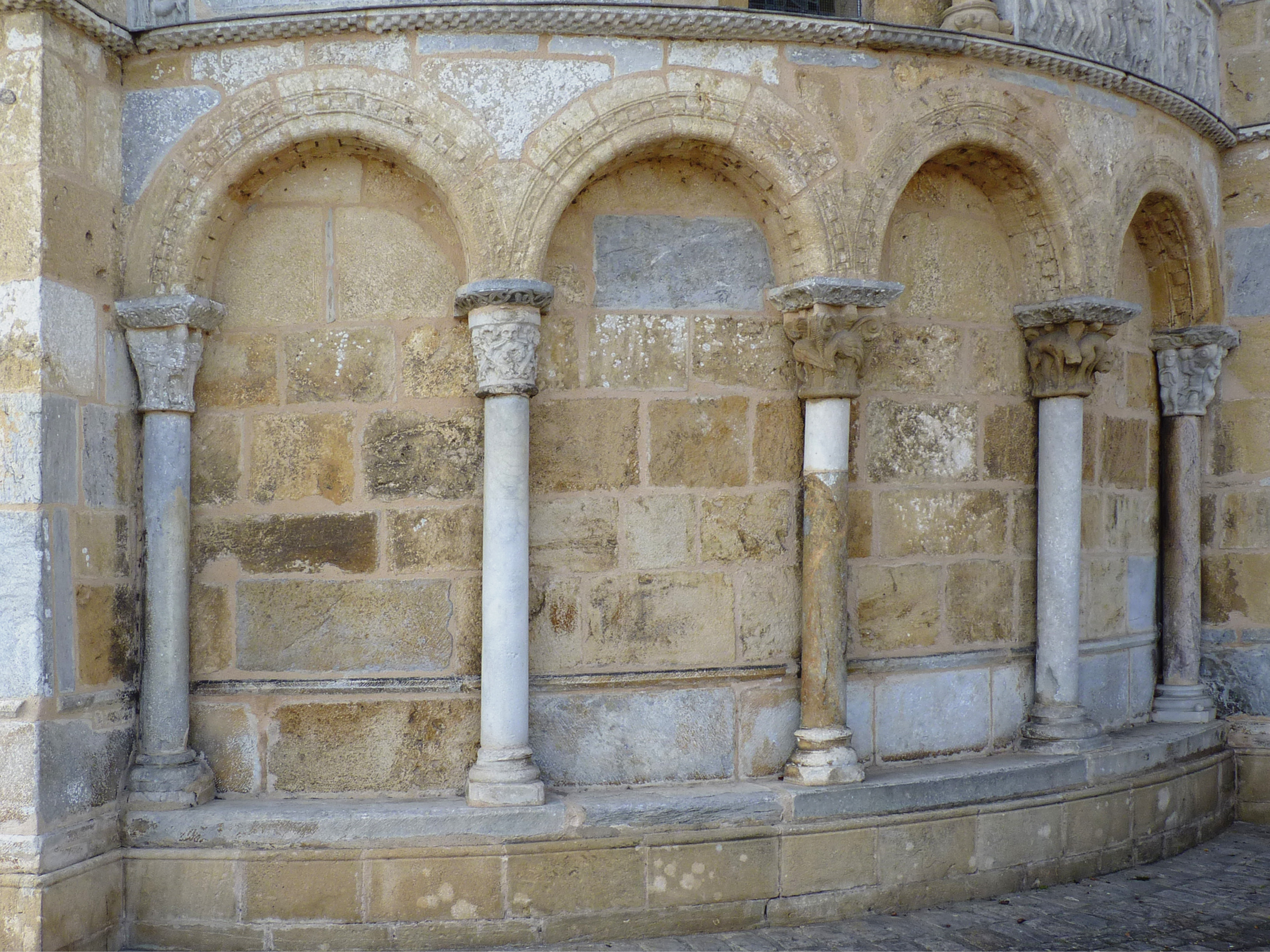
Détail de l'arcature
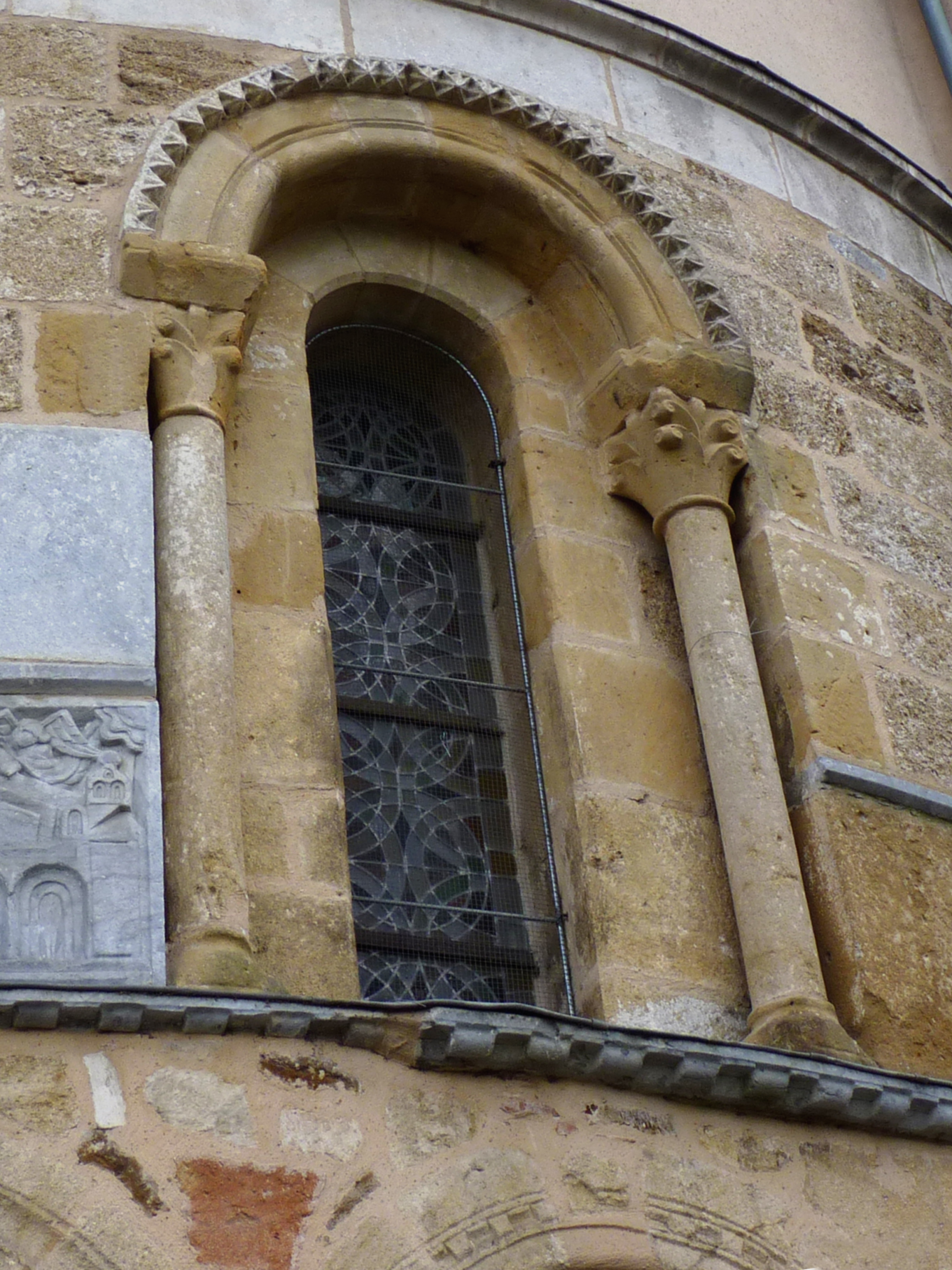
Détail d'une fenêtre

Dans son livre cité dans la bibliographie, Monique Veaux remarque que le procédé roman de la frise en bas-relief est exceptionnel en France et, ici, elle se compose de 11 bas-reliefs en marbre blanc qui se succèdent tel un alignement de tableaux.
Au cours des siècles, la décoration des églises a eu recours à l’imagination de ses artistes d’une façon tout à fait remarquable. Un bas-relief peut apparaître comme une représentation par image d’un écrit qui permet à chacun de se représenter une scène, même s’il ne sait pas lire ou si sa langue est différente de la langue écrite. Cette représentation qui s’offre au regard développe également l’imagination, la faculté essentielle qui participe au développement de l’intelligence et à ses créations.
Tout en faisant appel à des symboles connus, les représentations des chapiteaux de l’église de Saint-Paul ne sont pas aussi structurées que celles de ses bas-reliefs qui représentent plus particulièrement des scènes bibliques. Les premiers font appel à la libre imagination des sculpteurs et de ceux qui les observent, tandis que les bas-reliefs qui sont placés au-dessus la concentrent sur les choses supérieures que les écritures bibliques représentent au travers d’une multitude d’images et de scènes.
Les bas-reliefs ont été mis en place avec soin de façon que la frise qu’ils constituent puisse être lue. À leur conception, ils ont même été cintrés pour épouser exactement la courbe de l'abside, sauf ceux qui ne nécessitent pas d’être incurvés à cause de leur petite taille comme le 4e et le 9e et ceux qui sont placés sur le dos rectiligne des contreforts comme le 3e et le 8e.

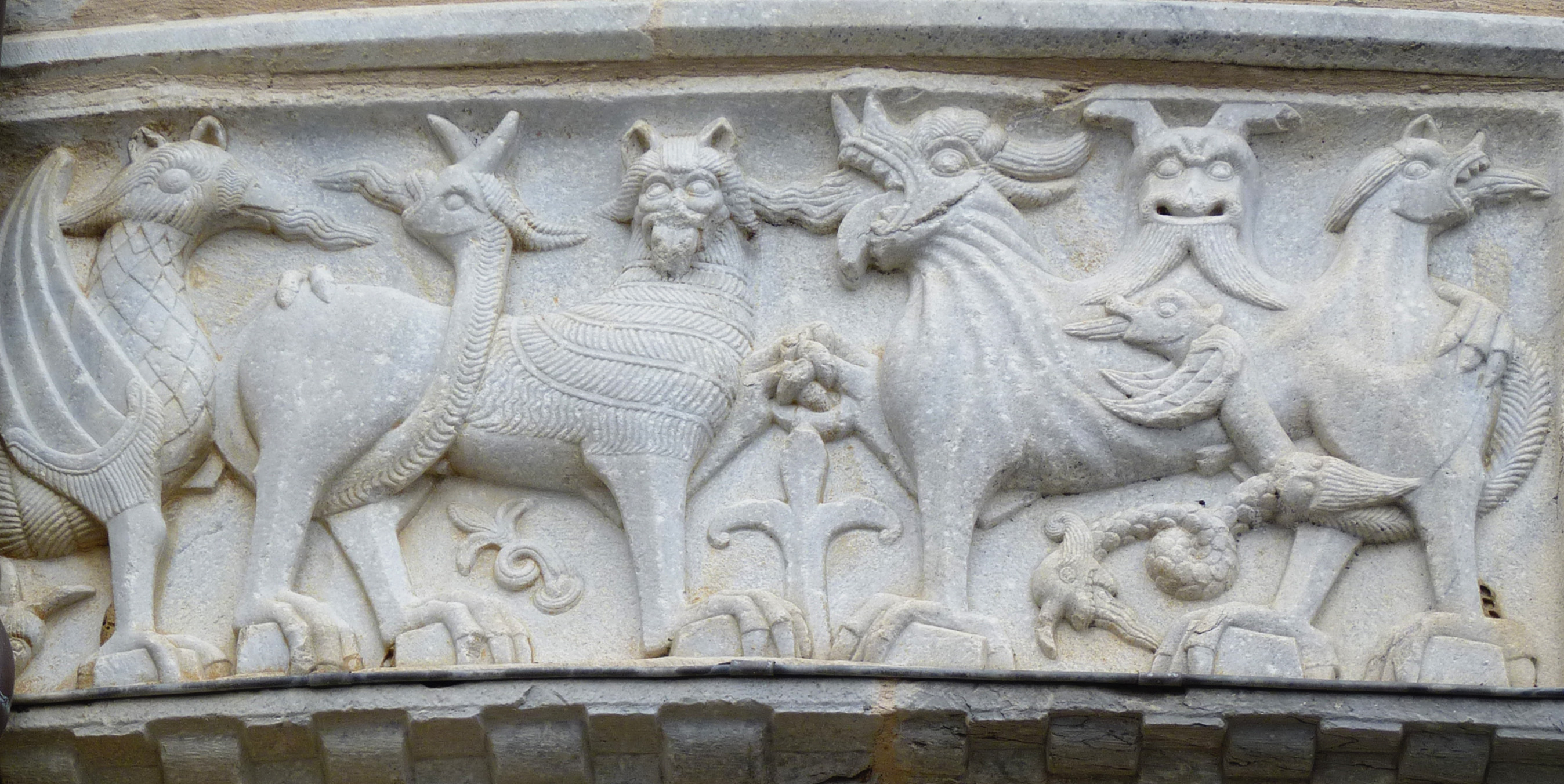
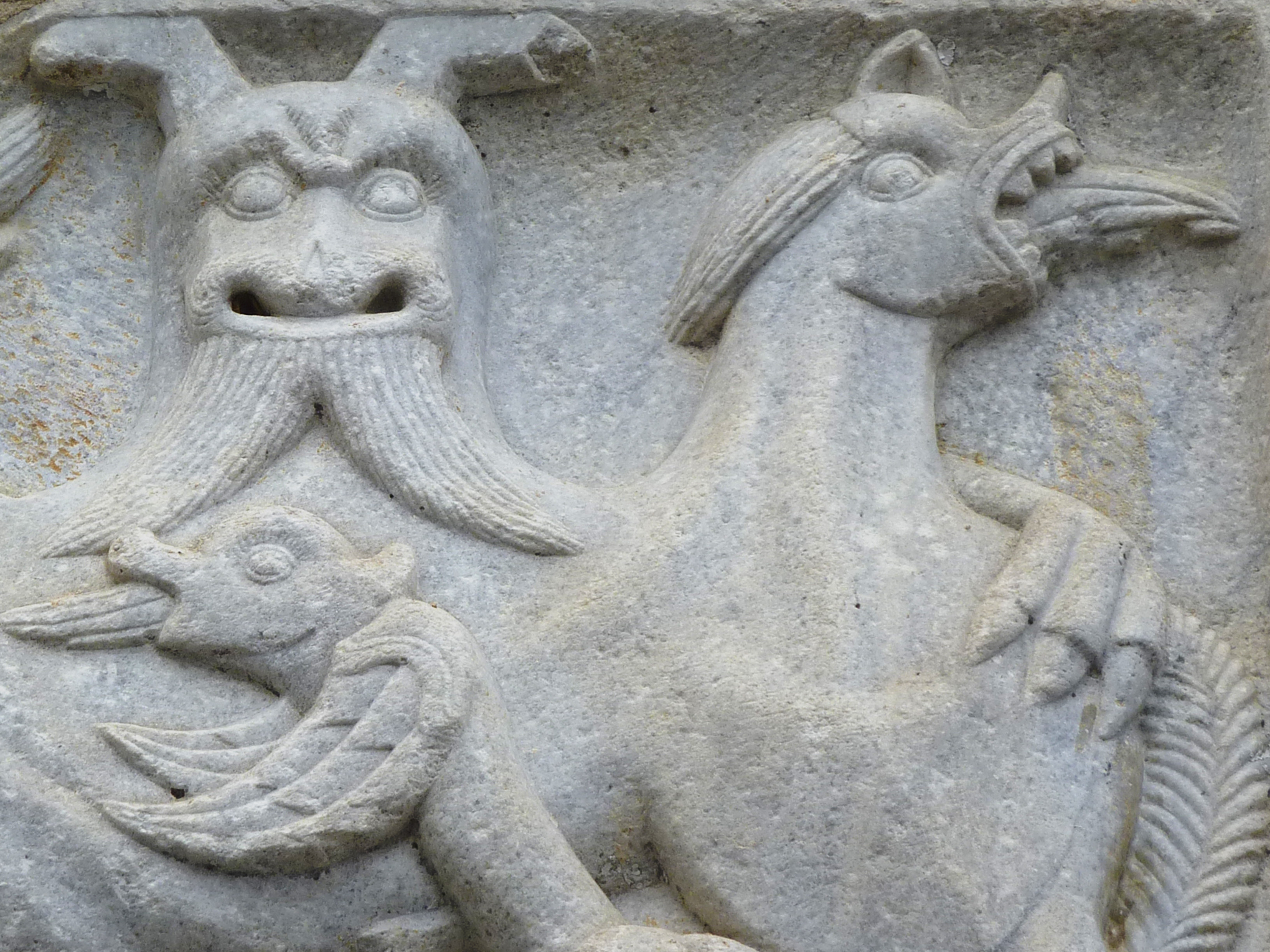
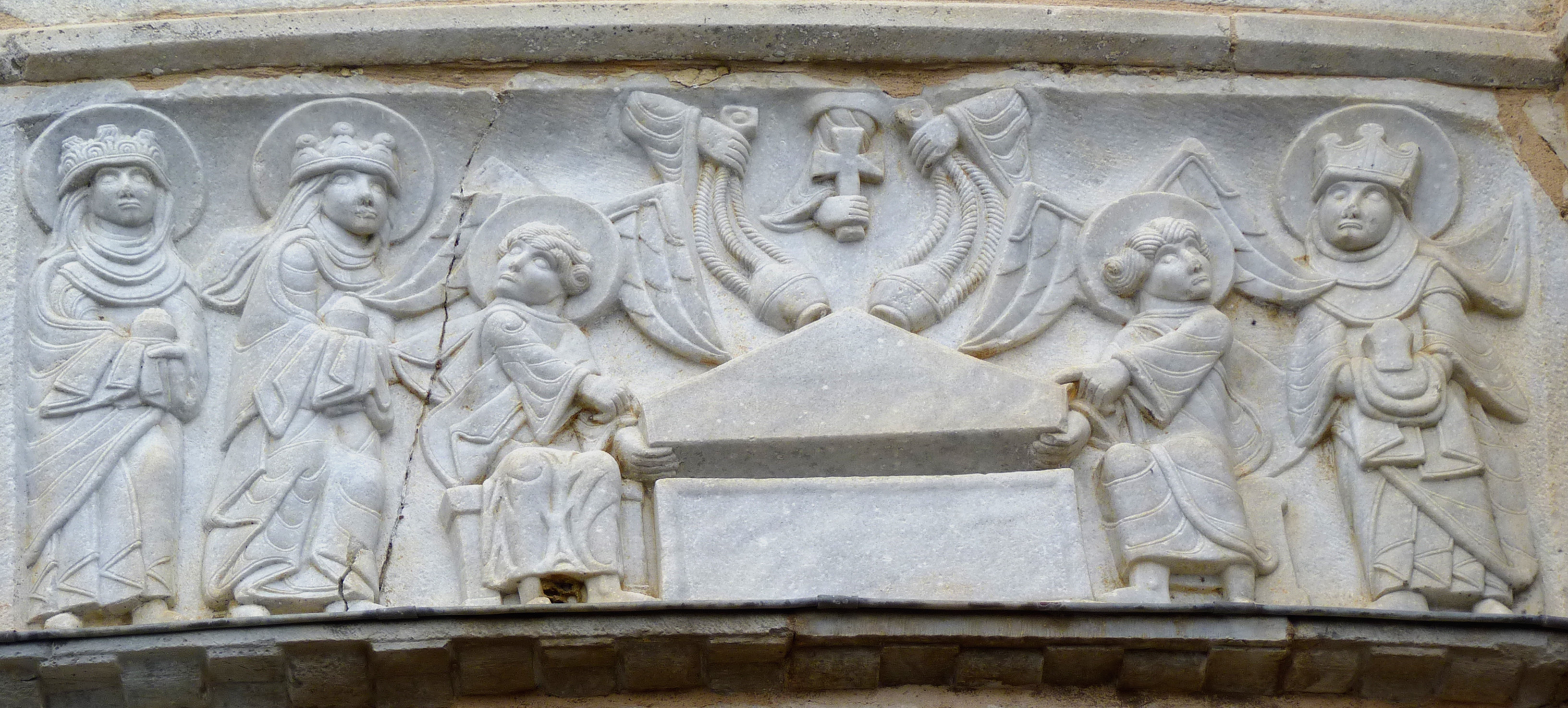
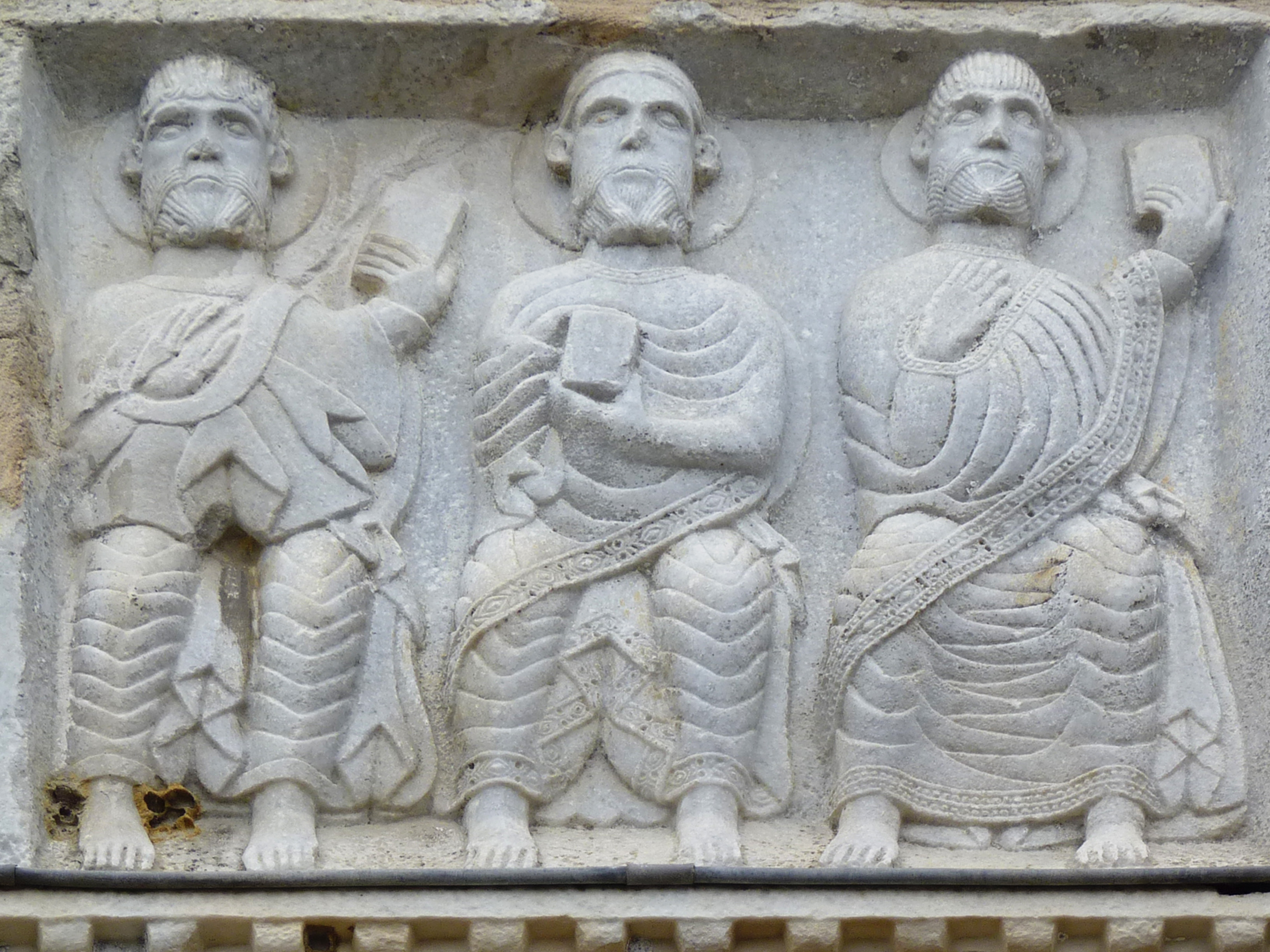
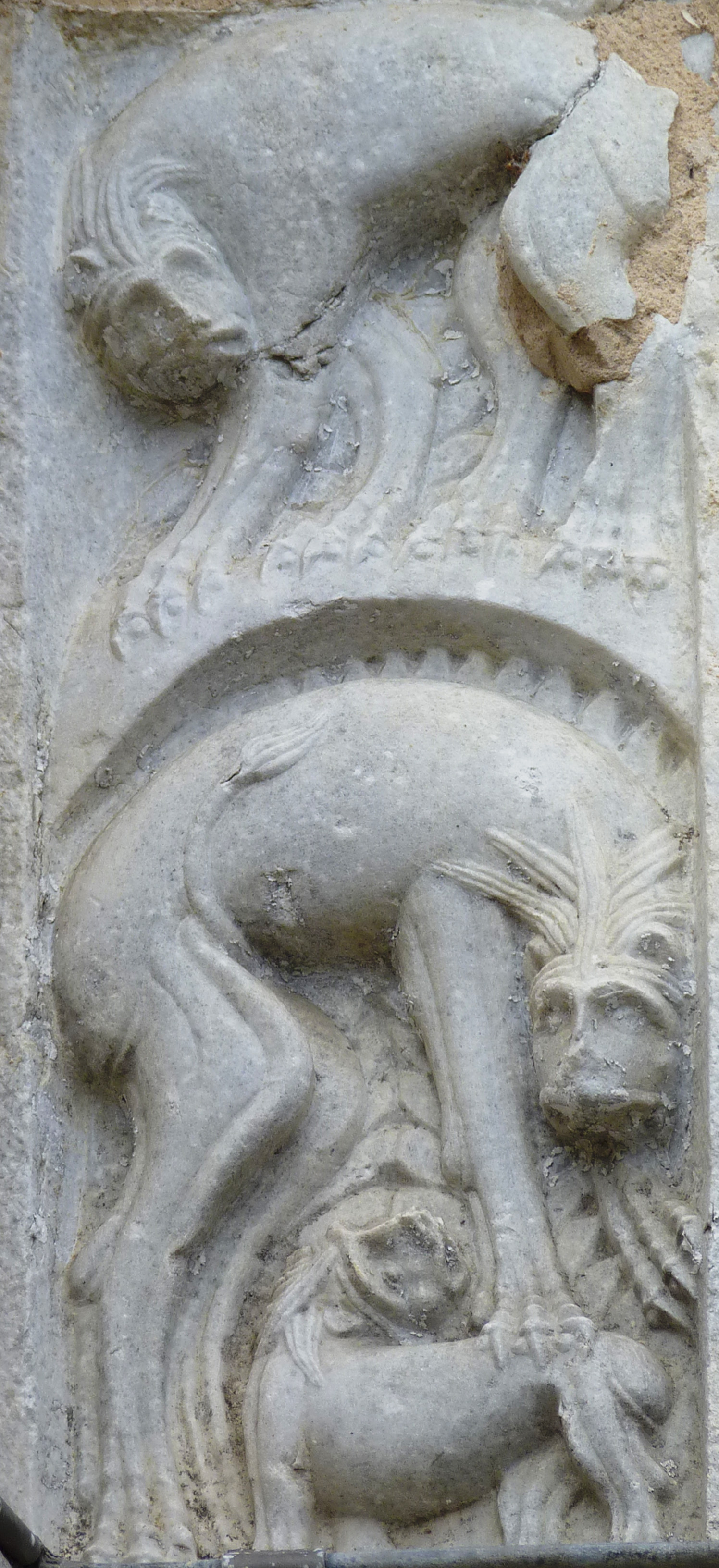
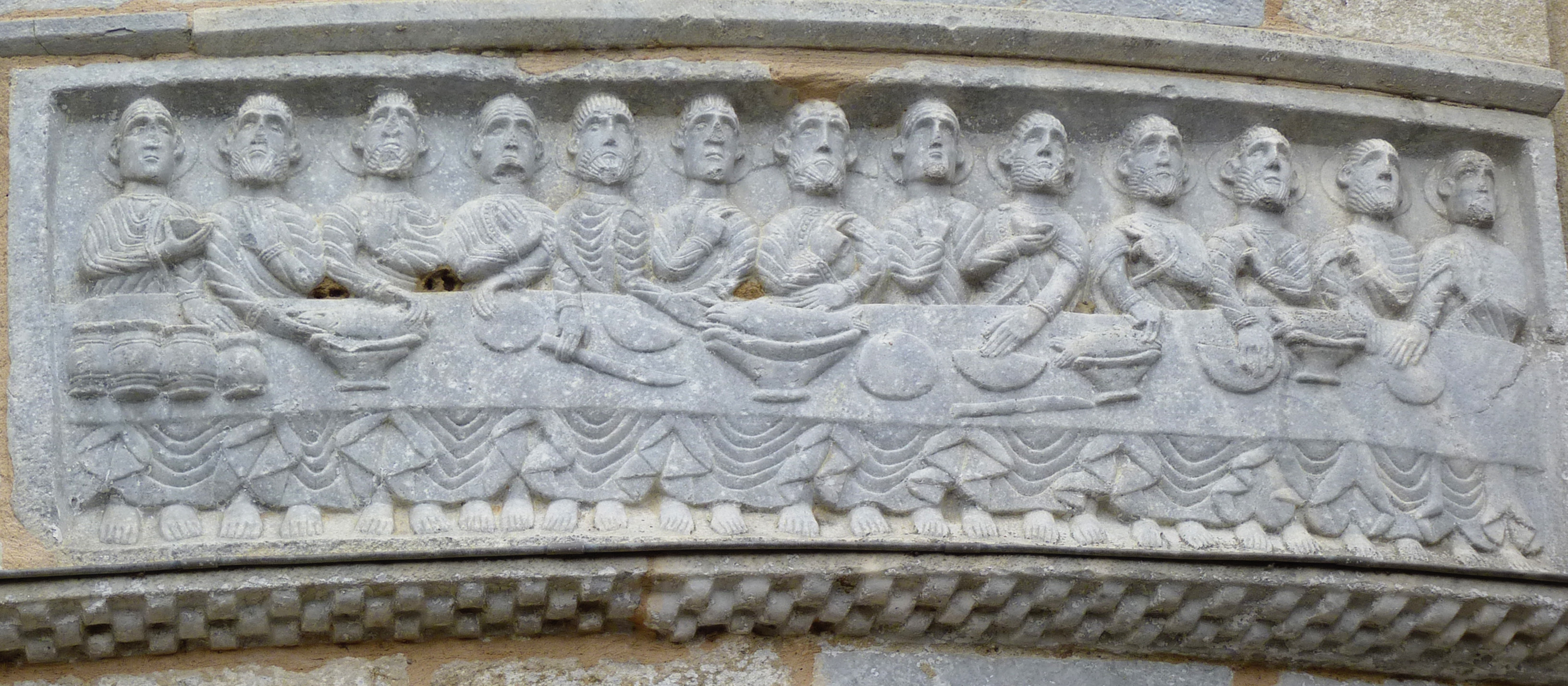
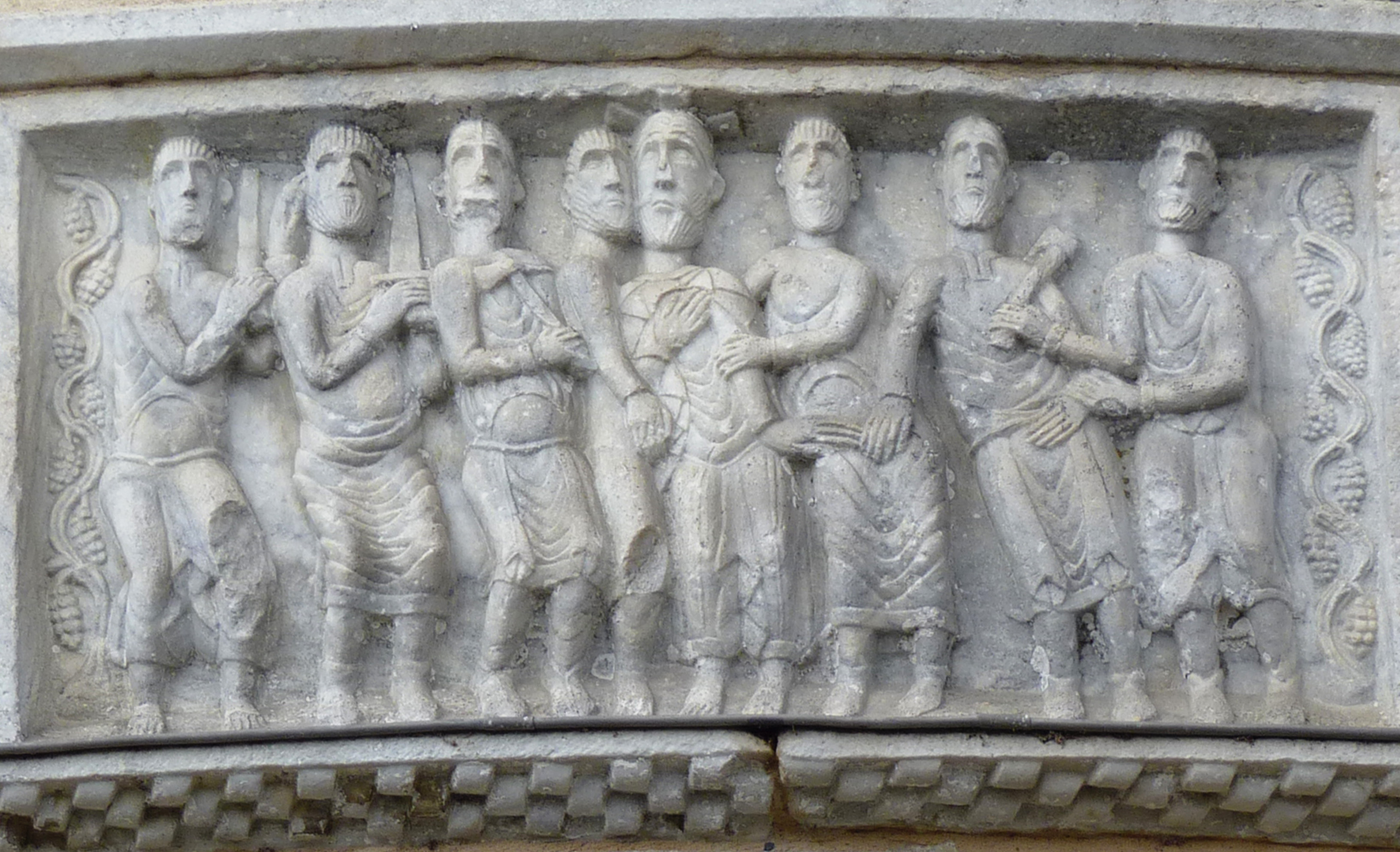
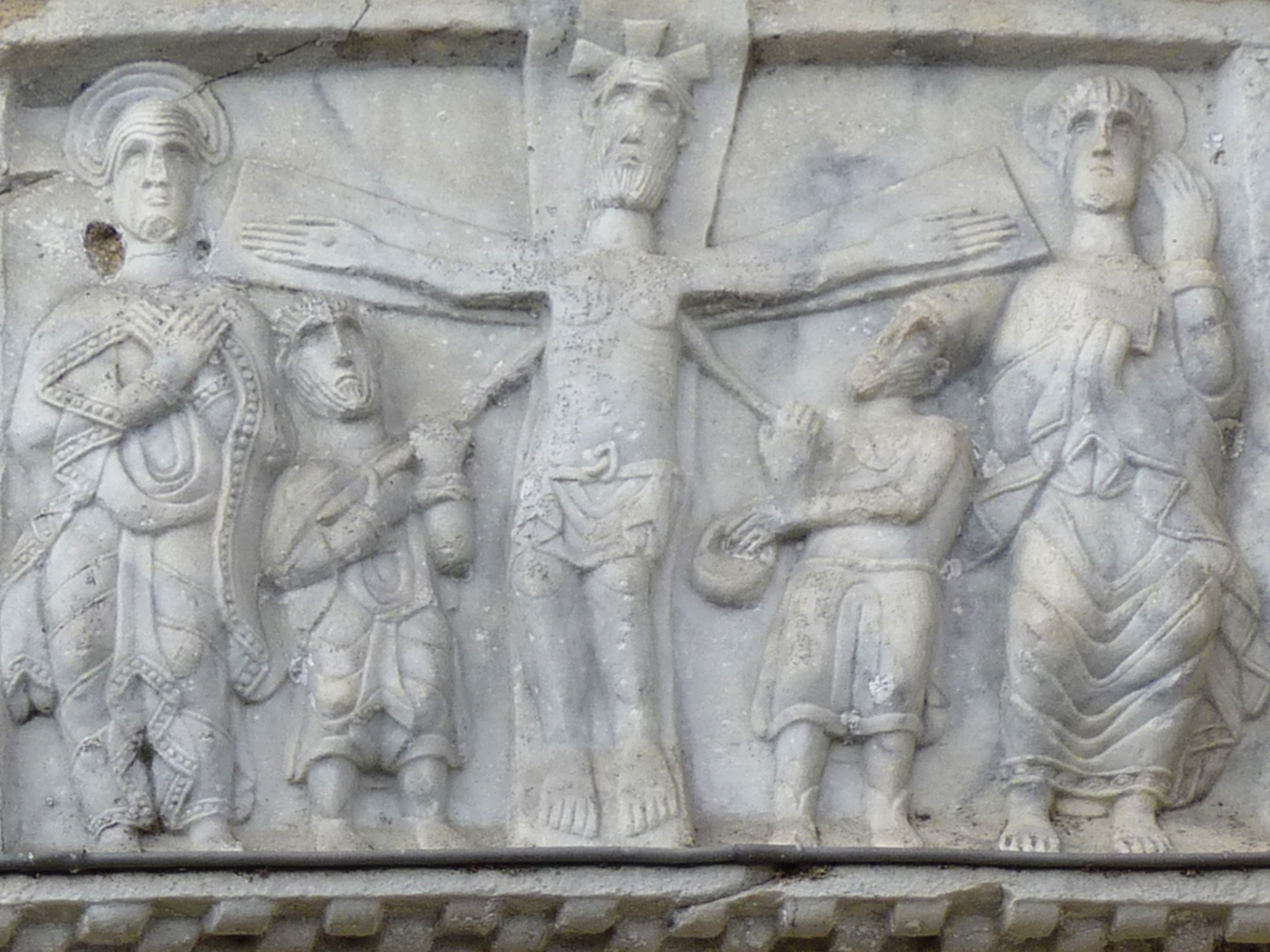
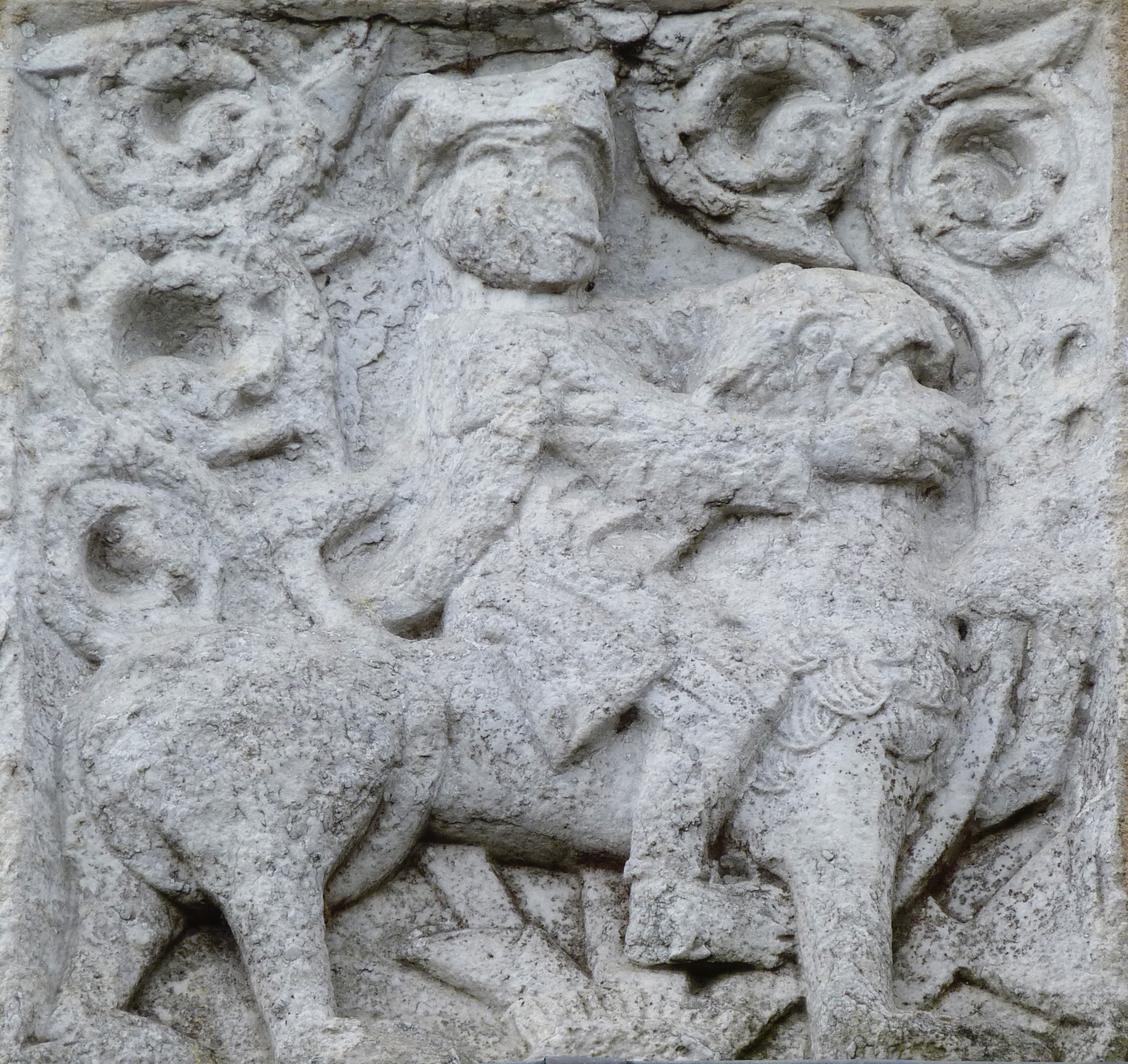
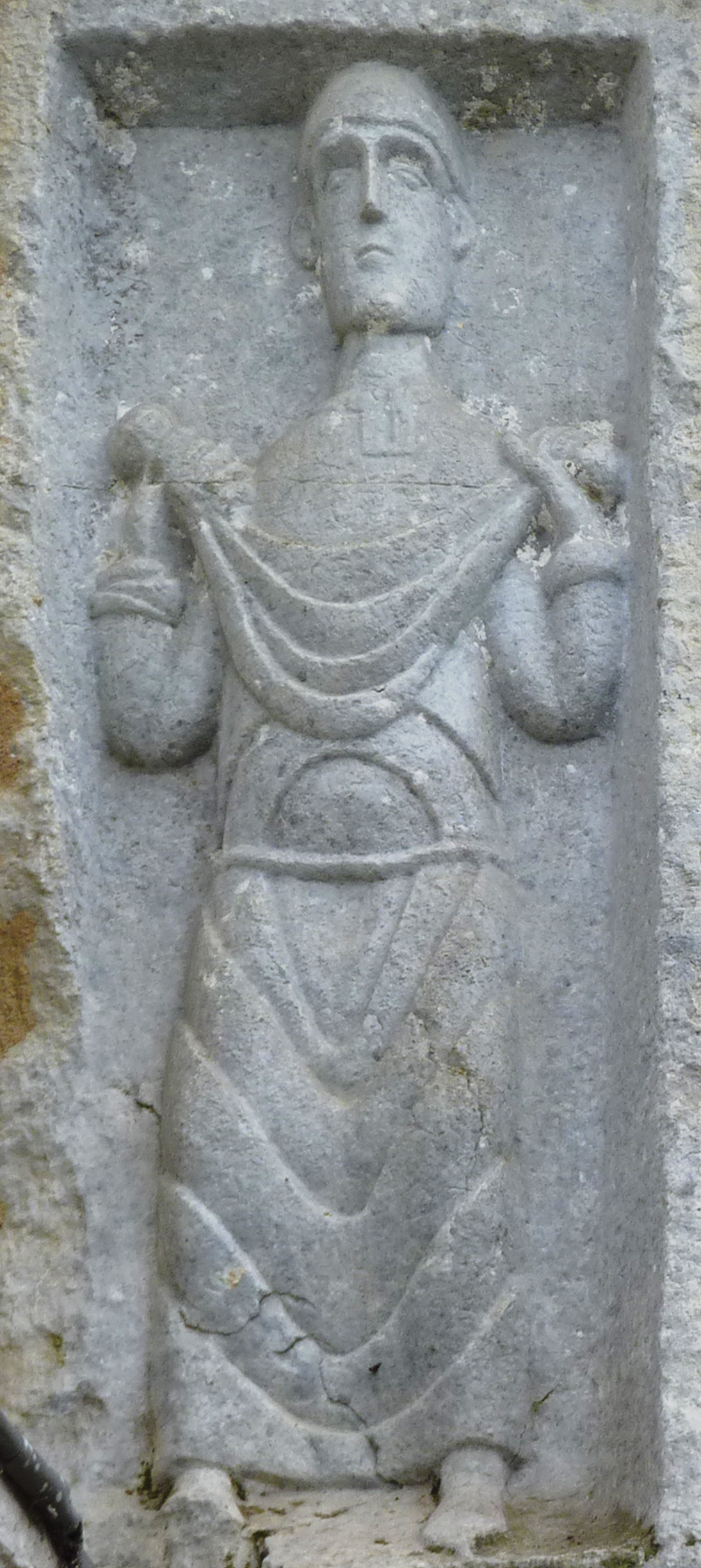
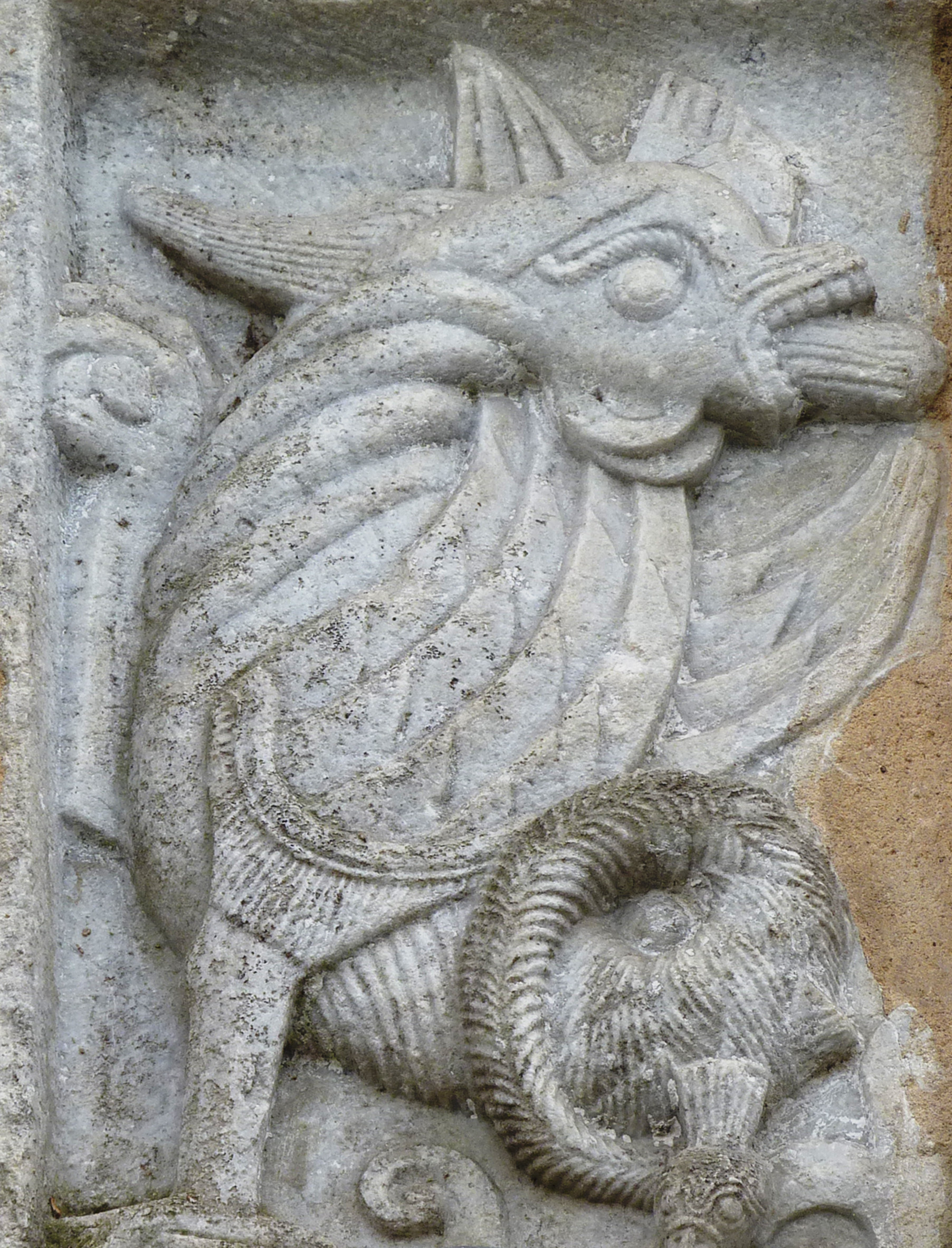
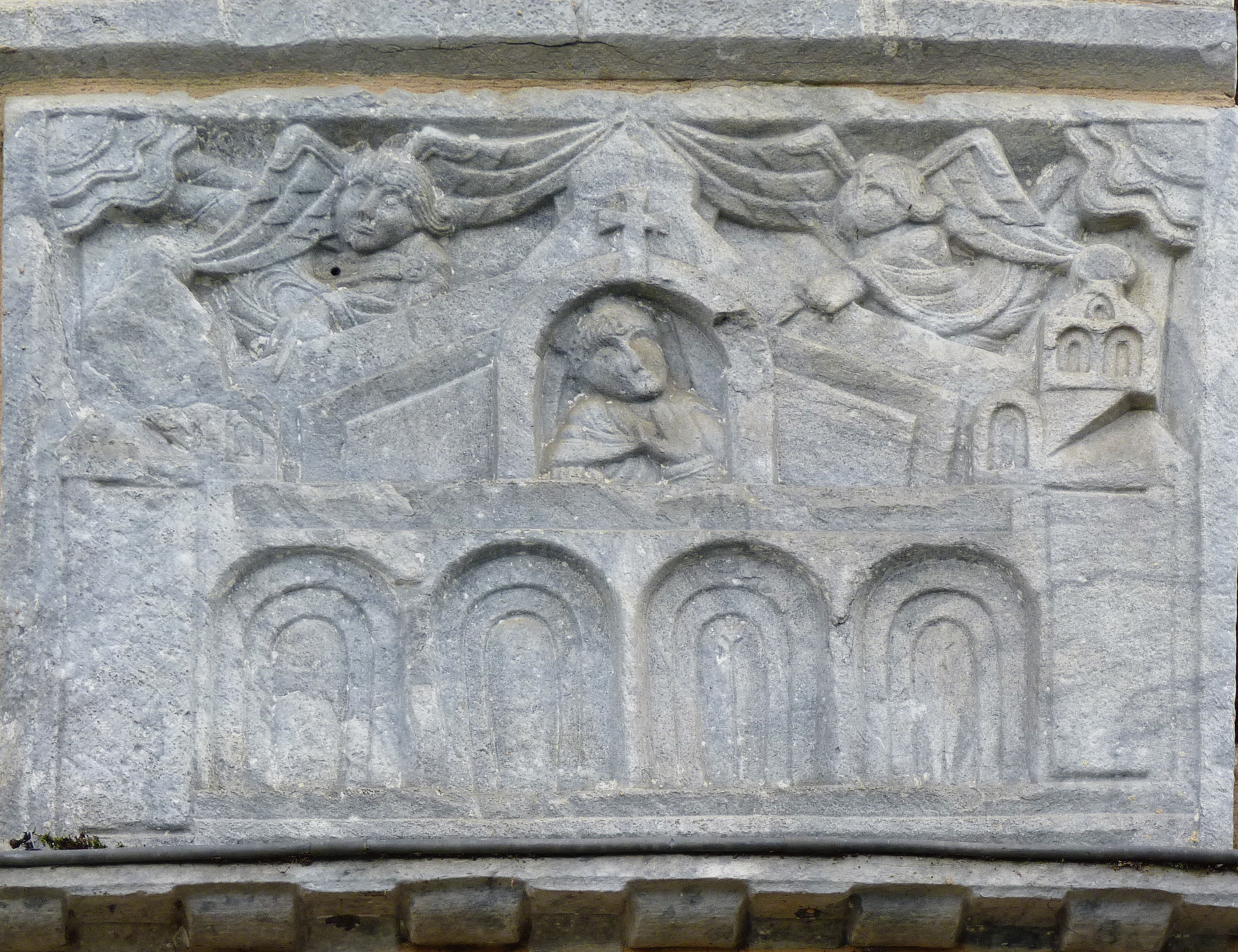

Ces bas-reliefs sont positionnés de droite à gauche suivant l’ordre dans lequel ils sont révélés sur l’abside de l’église de Saint-Paul.
Voici la désignation des bas-reliefs qui a été retenue par l’association « Les amis du vieux Saint-Paul » :
N°1 et 1b (gros plan) : Animaux fantastiques surgis à l’appel des cinquième et sixième trompettes de l’Apocalypse,
N°2 : Les Saintes femmes au tombeau du Christ,
N°3 : Trois évangélistes,
N°4 : Trois animaux,
N°5 : La Cène,
N°6 : Le baiser de Judas – L’arrestation du Christ au mont des Oliviers,
N°7 : La crucifixion,
N°8 : Samson monté sur le lion qu'il déchire (Jg, 14, 5-6),
N°9 : sainte Véronique ouvrant son voile (Sainte-Face),
N°10 : Dragon,
N°11 : Le Christ ressuscité (image de la Jérusalem nouvelle)
Cette frise de bas-reliefs commence par montrer une représentation animale et, au travers de représentations variées, s’achève sur la vision de la Jérusalem nouvelle de l’Apocalypse qui symbolise une finalité, un événement heureux ou encore une victoire (voir chapitre 21).
Aussi complexe que soit chaque représentation, il est possible de saisir rapidement la signification de cet ensemble de bas-reliefs de l’église Saint-Paul car il n’est au fond rien d’autre qu’un aide-mémoire. Pour certains, la première scène évoque même un combat animal. Mais comment un combat animal peut-il conduire à une finalité heureuse ? Que peut bien représenter ce combat ? Le mot « animal » vient du latin « anima » et les musiciens savent que l’expression « con anima » signifie « avec âme ». Ce combat animal représente effectivement celui de l’âme, celui de l’esprit de l’homme qui triomphe, par le recours à la libre imagination, de l’ignorance et du mépris. À chaque fois que cela se produit, une vision nouvelle, une « Jérusalem nouvelle » apparaît.
Sept animaux sont disposés et même concentrés dans le premier bas-relief. Lorsque l’esprit de l’homme est concentré et qu’il se trouve dans de bonnes dispositions, lorsqu’il a envie de comprendre la signification des choses spirituelles, des choses d’en haut que les bas-reliefs de l'église de saint-Paul-lès-Dax représentent, la libre imagination soutient sa créativité et lui révèle un monde nouveau.

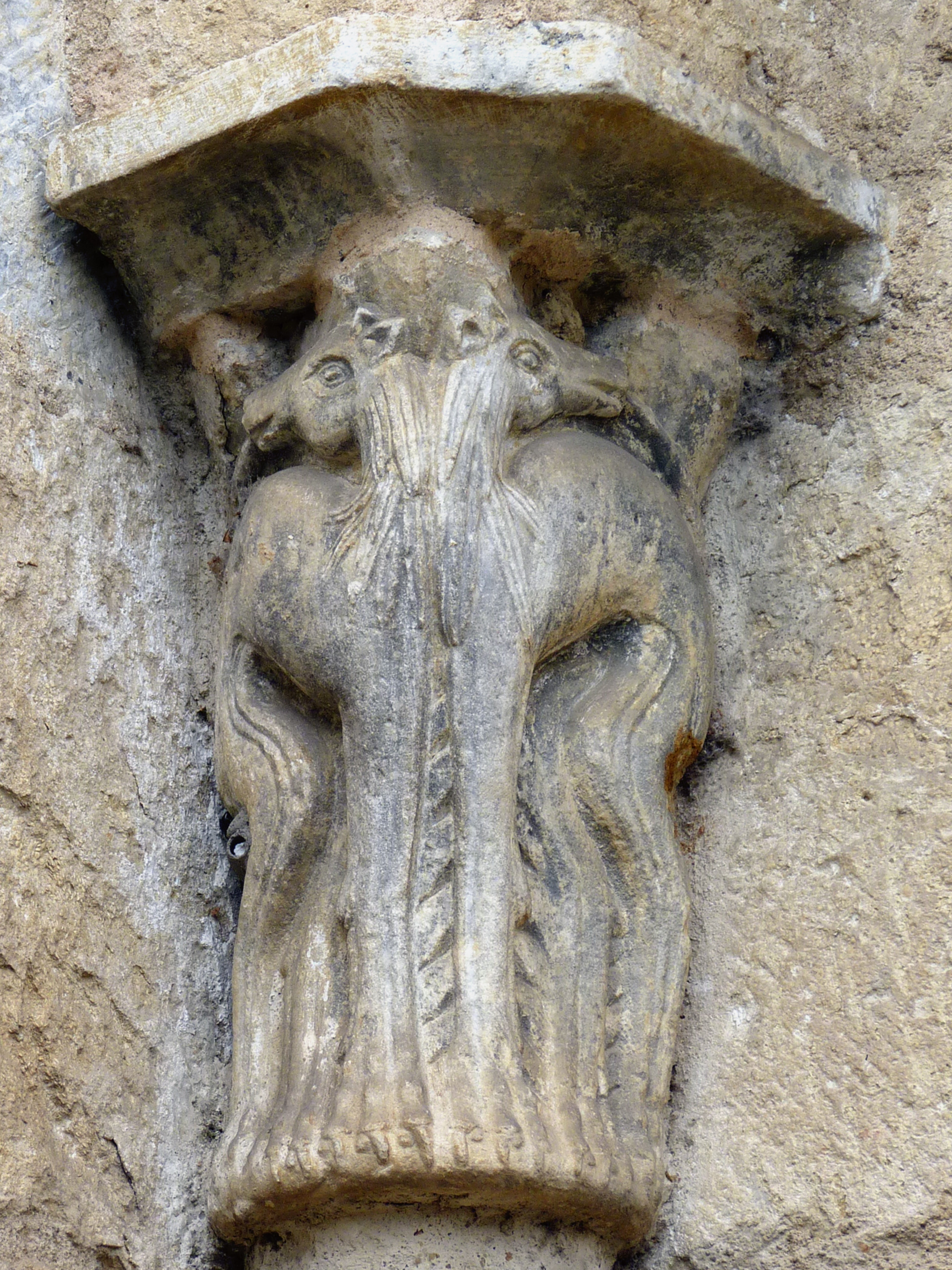
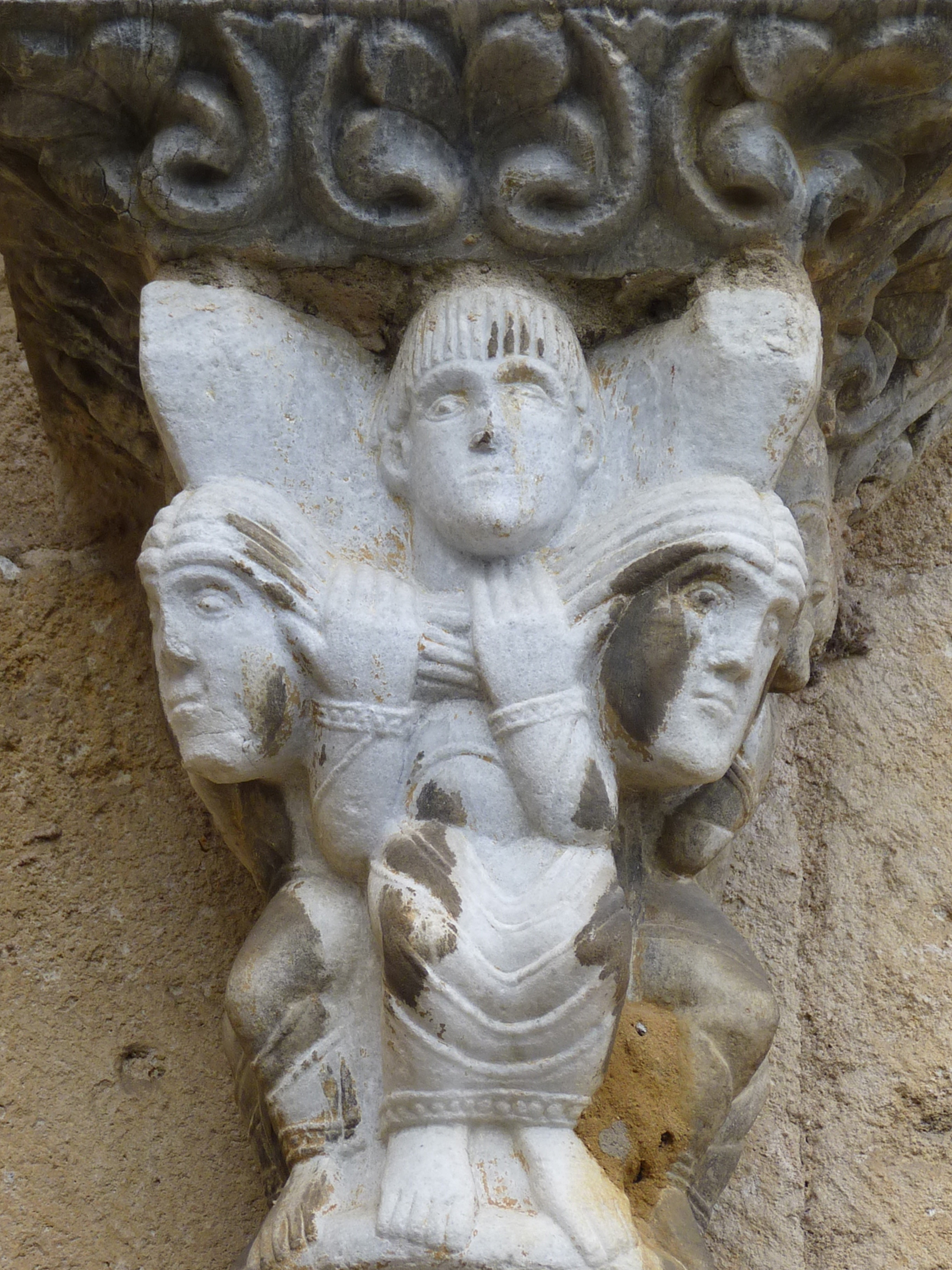
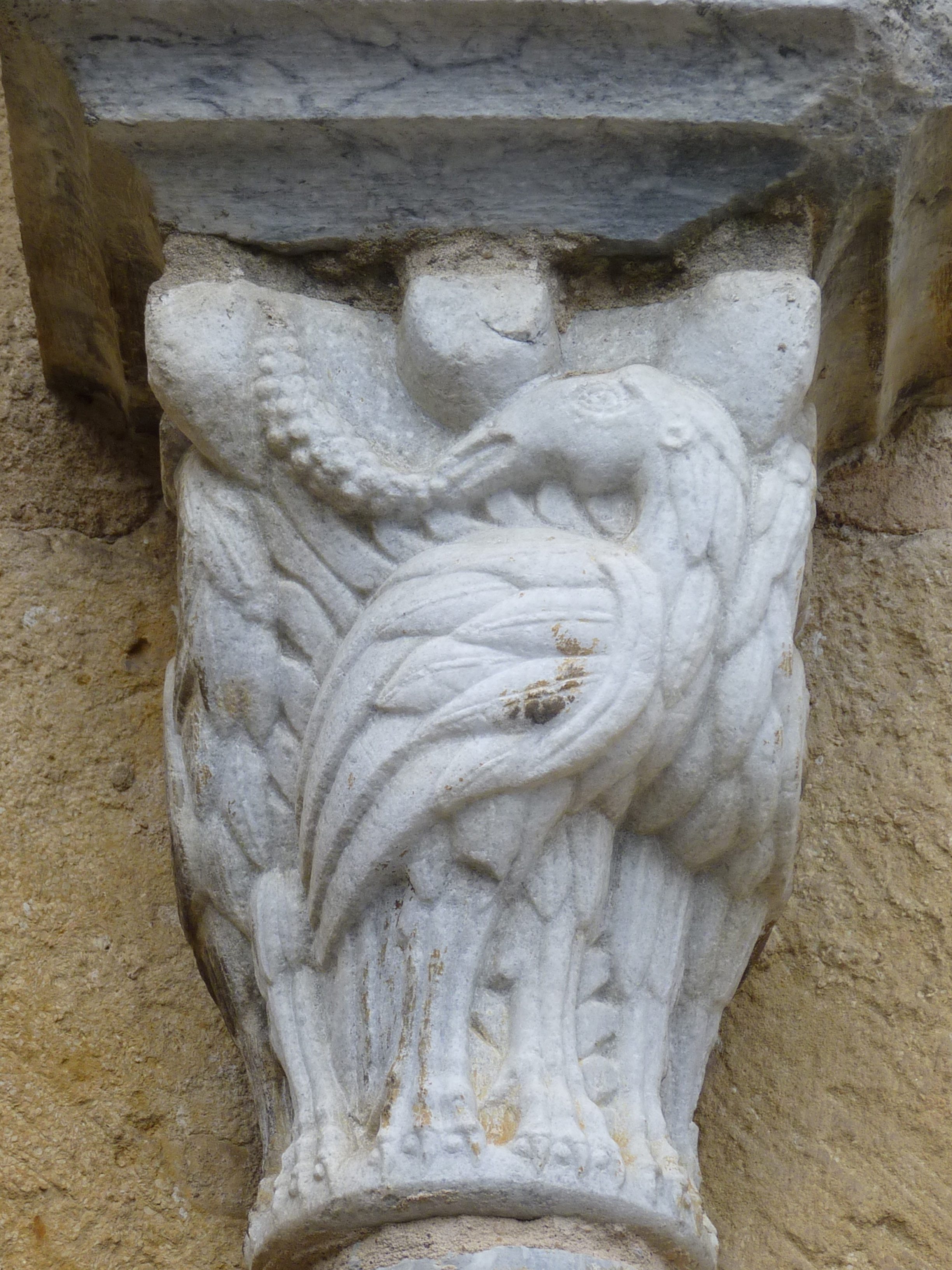
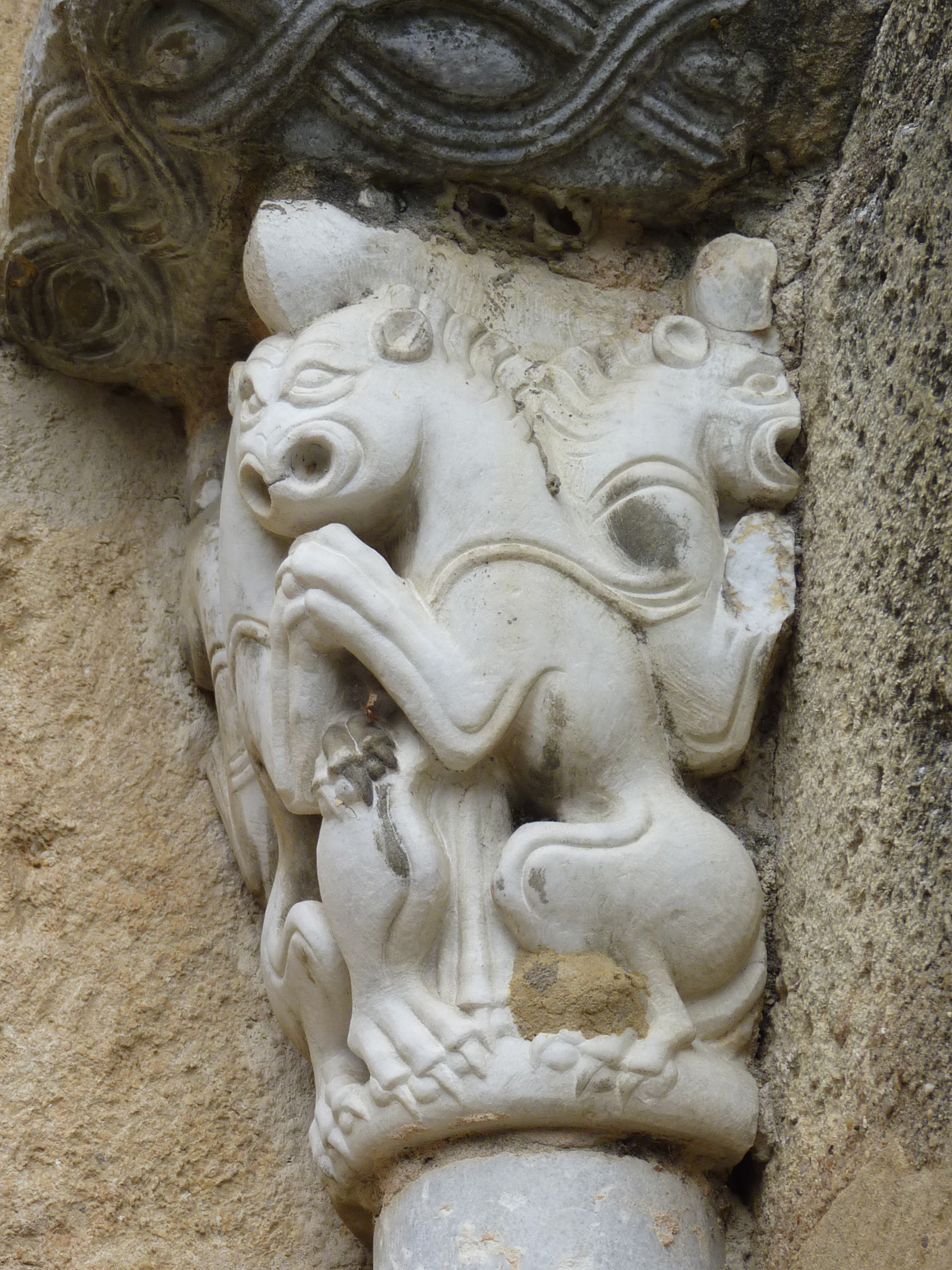
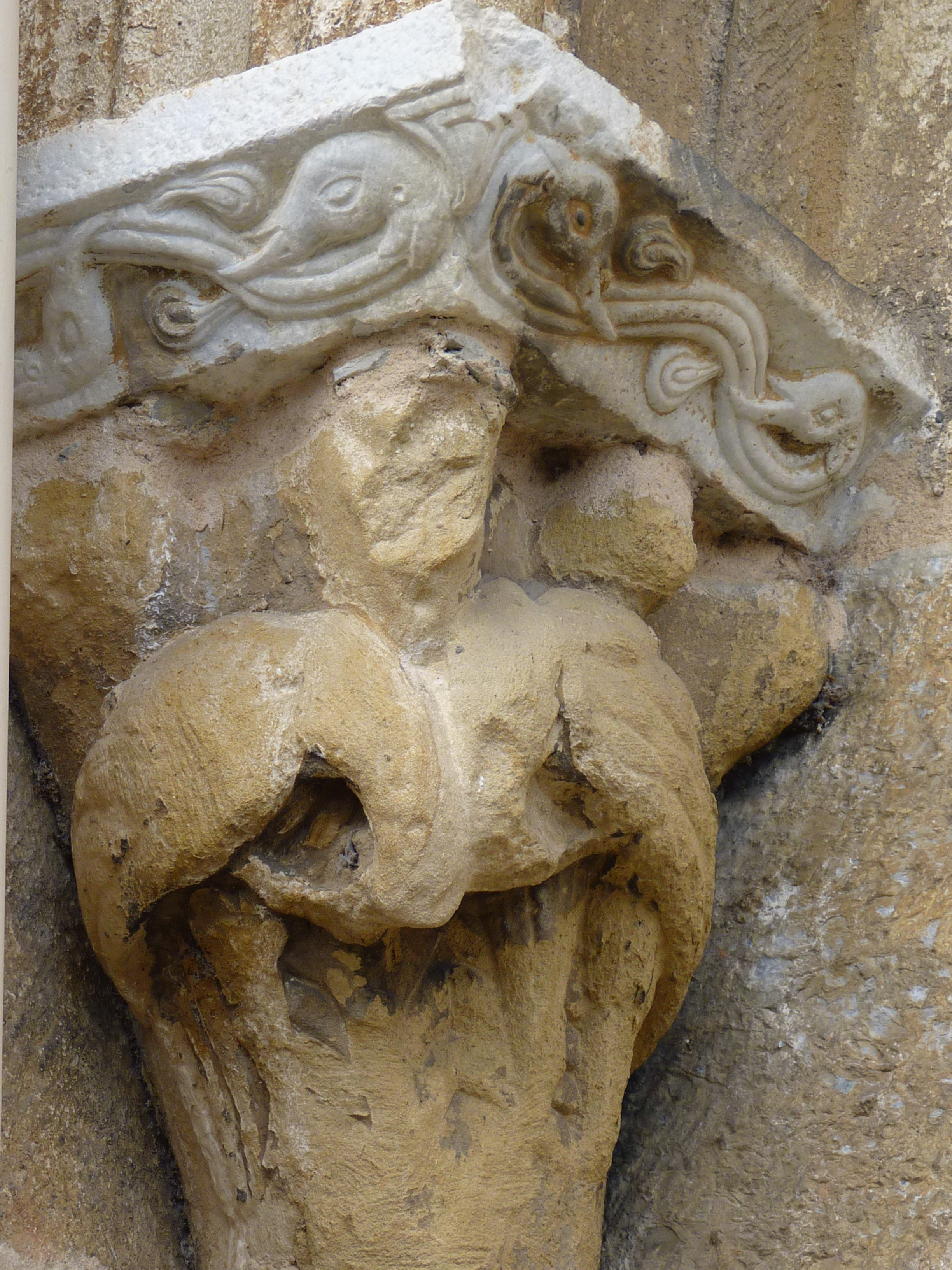
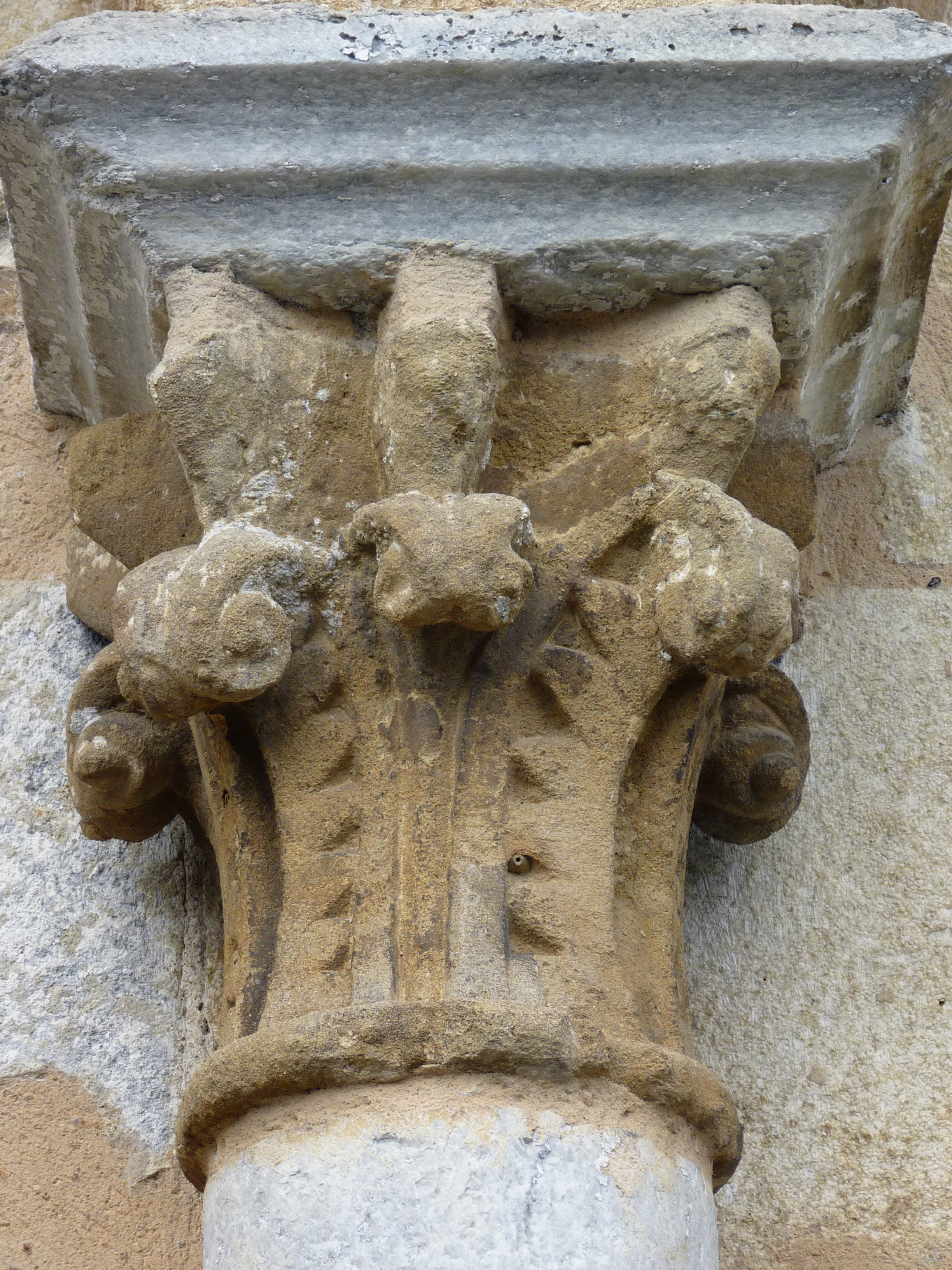
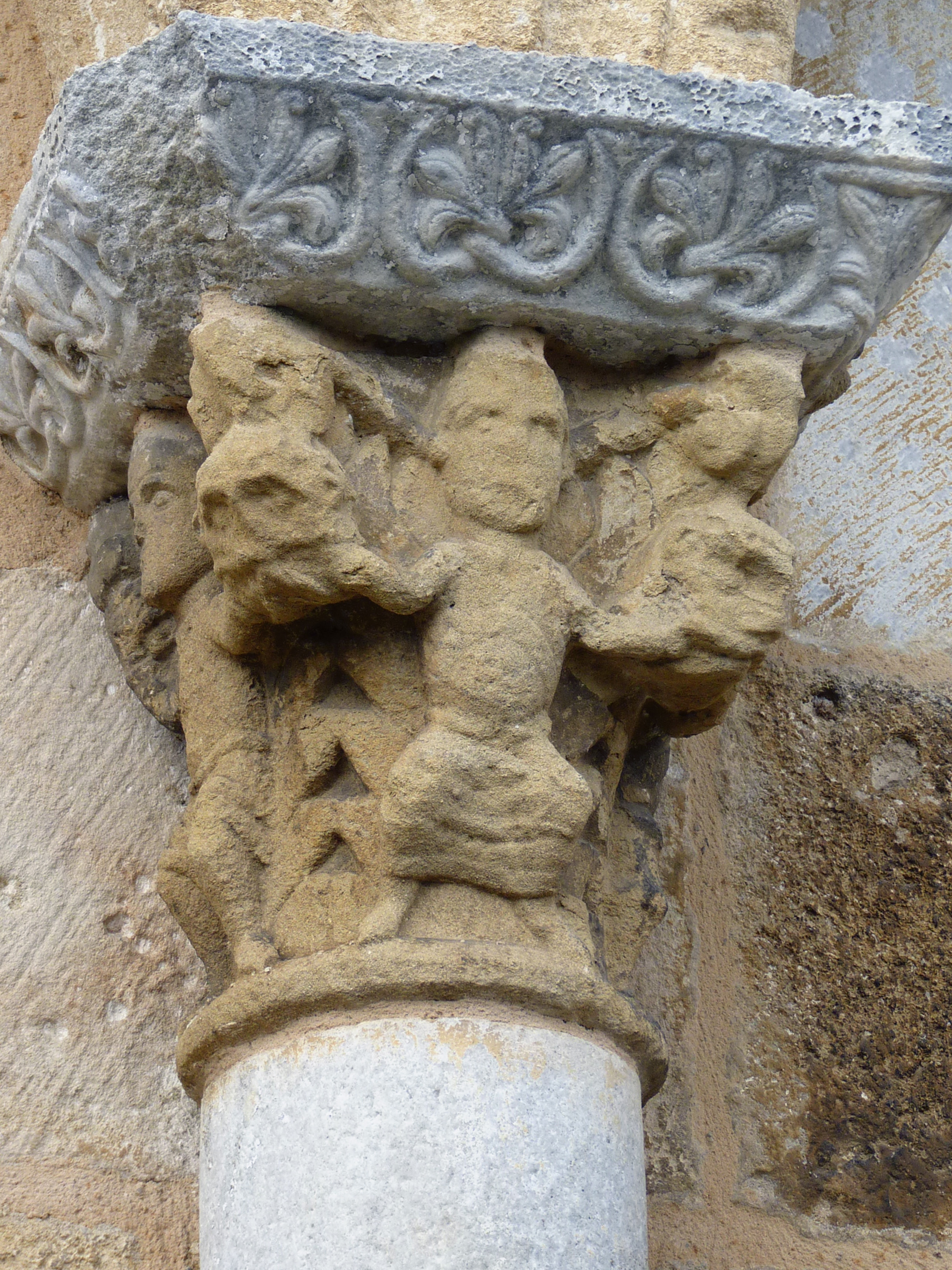
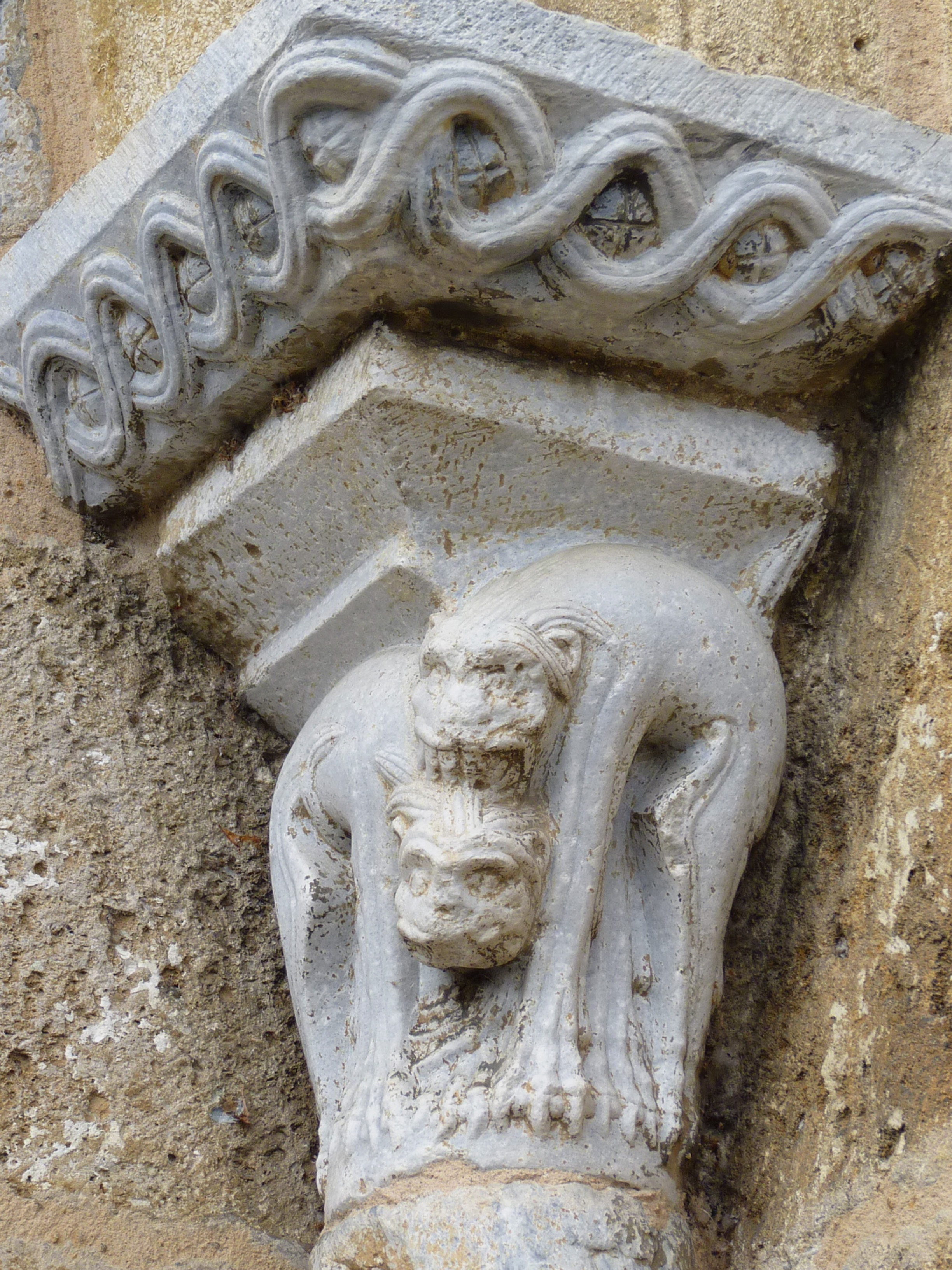
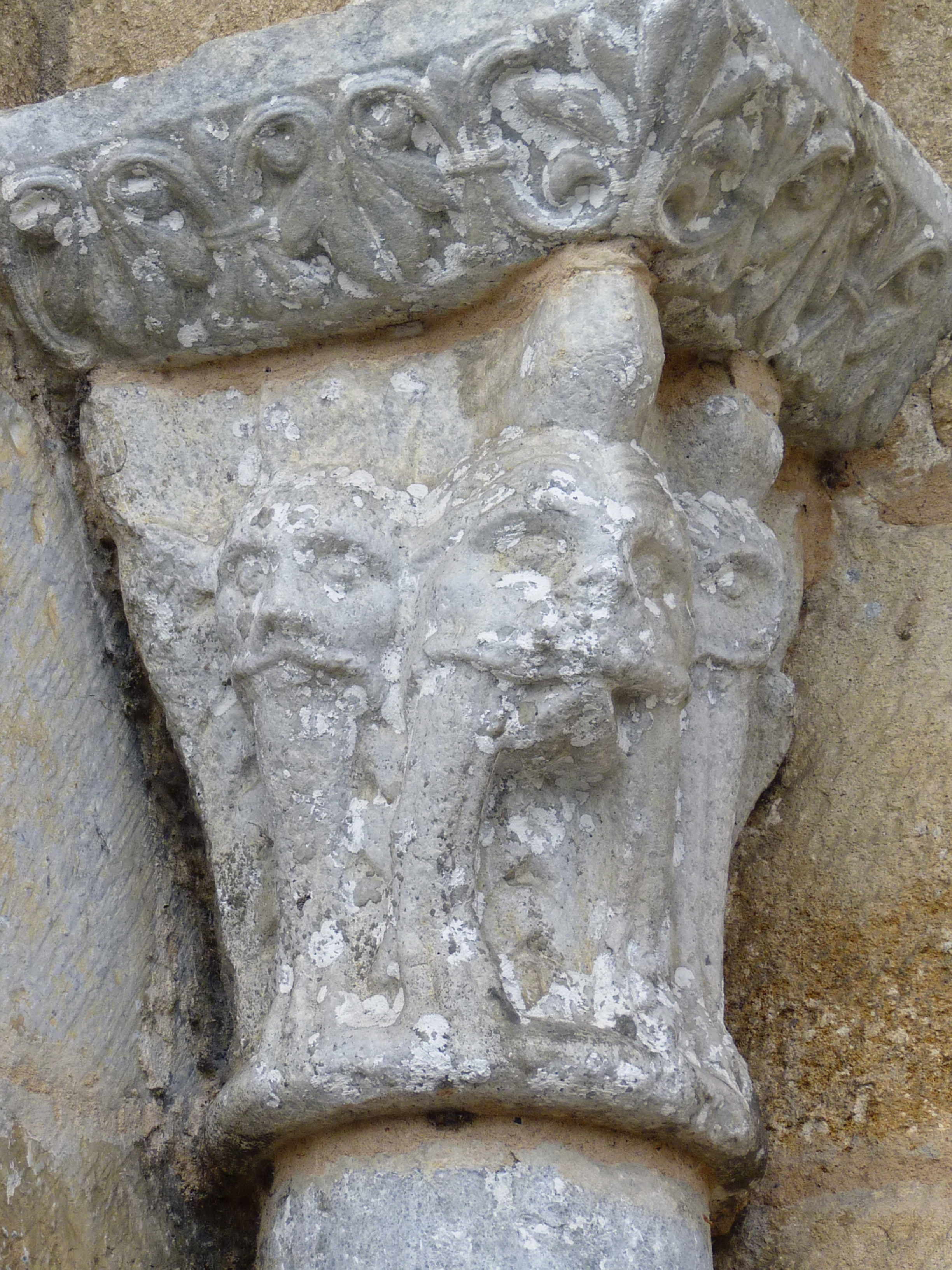
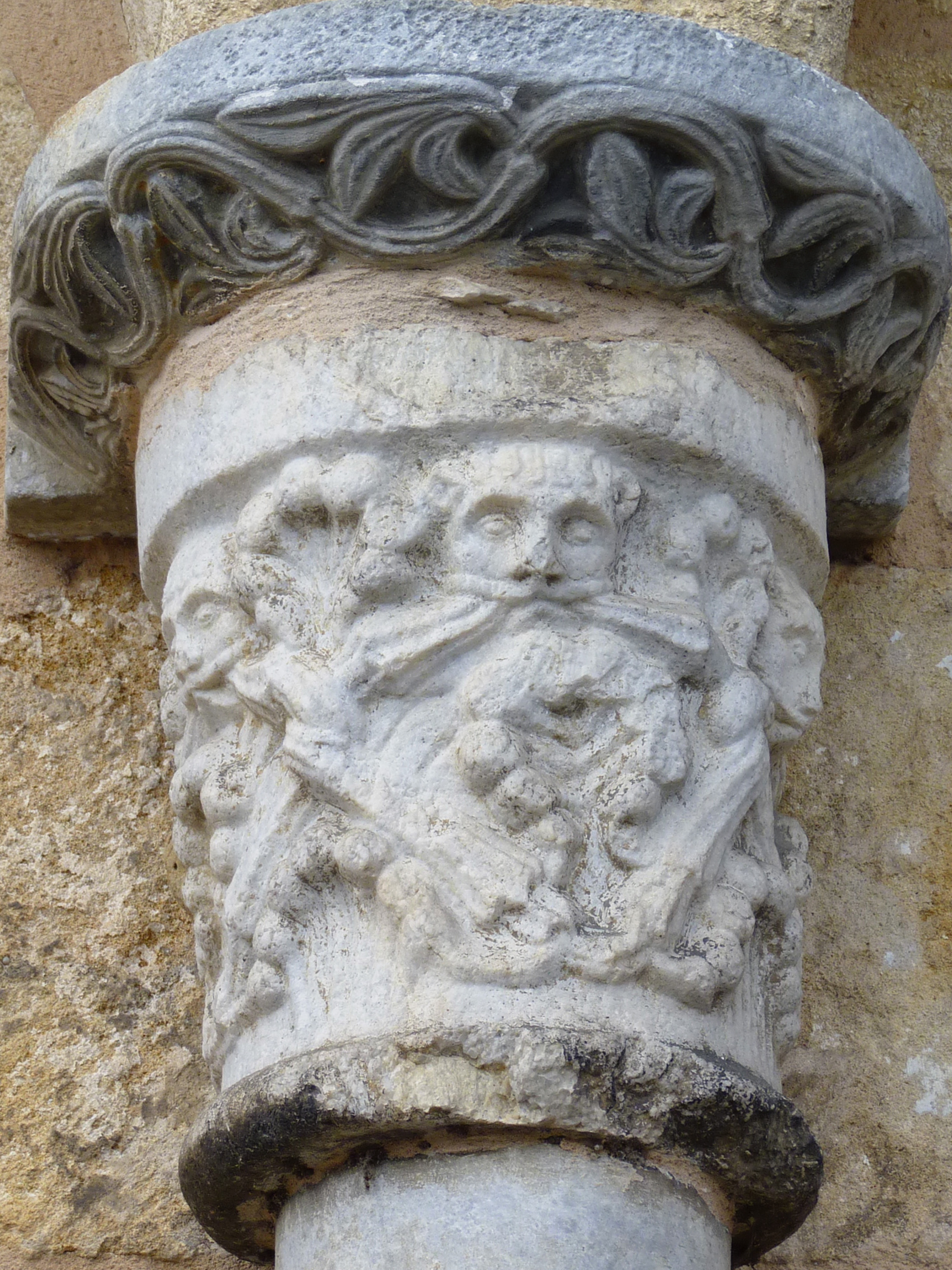
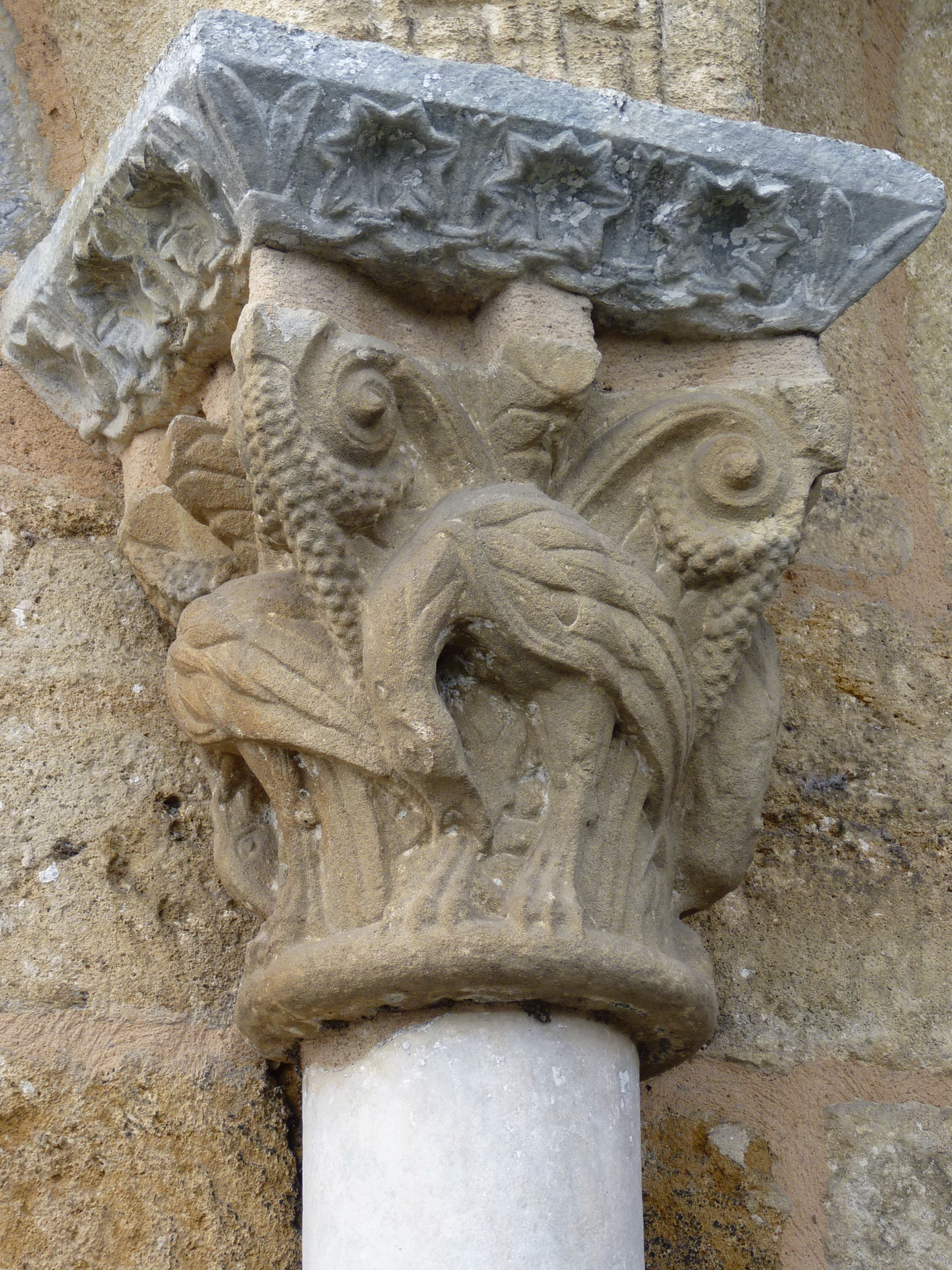
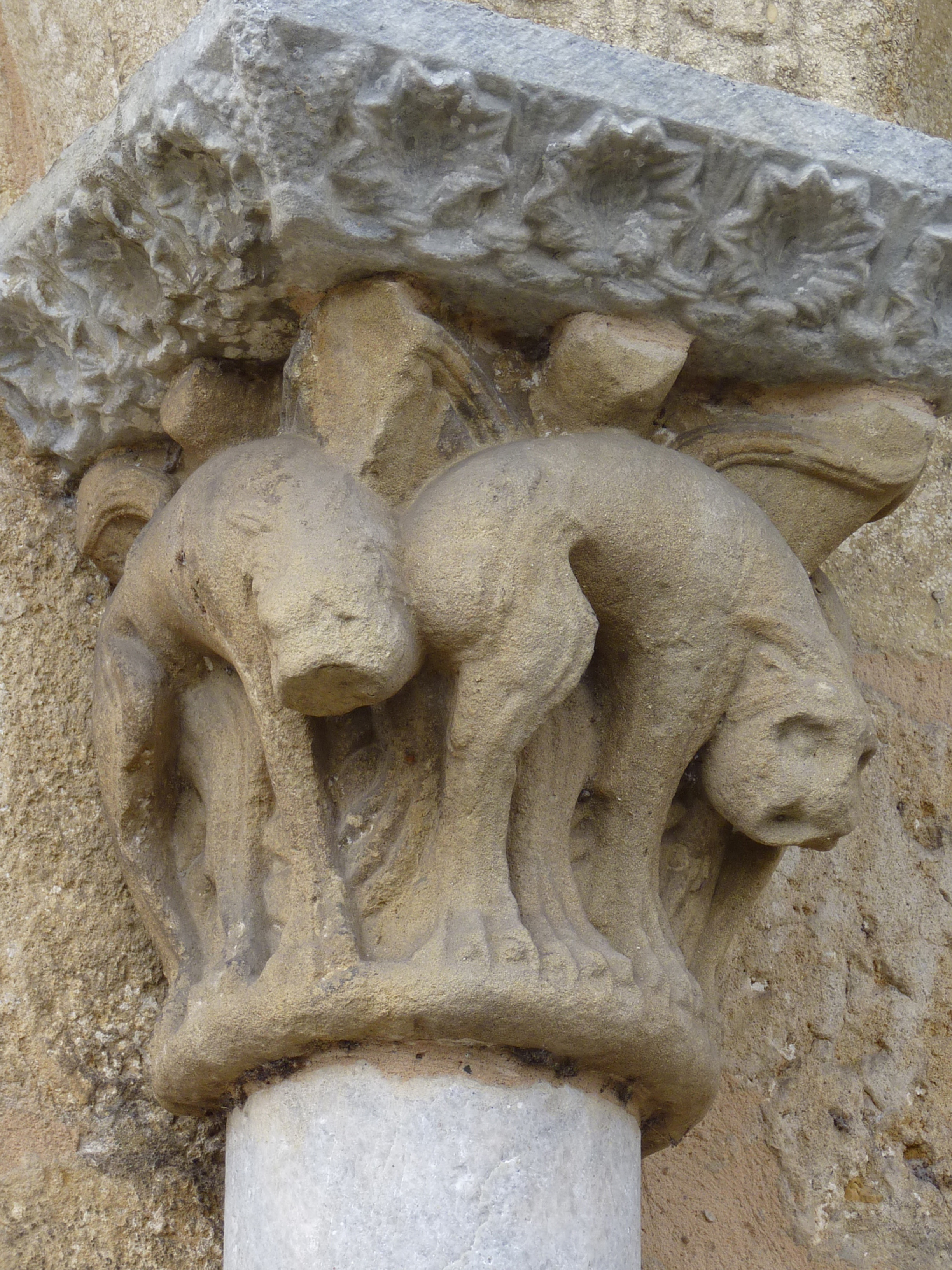
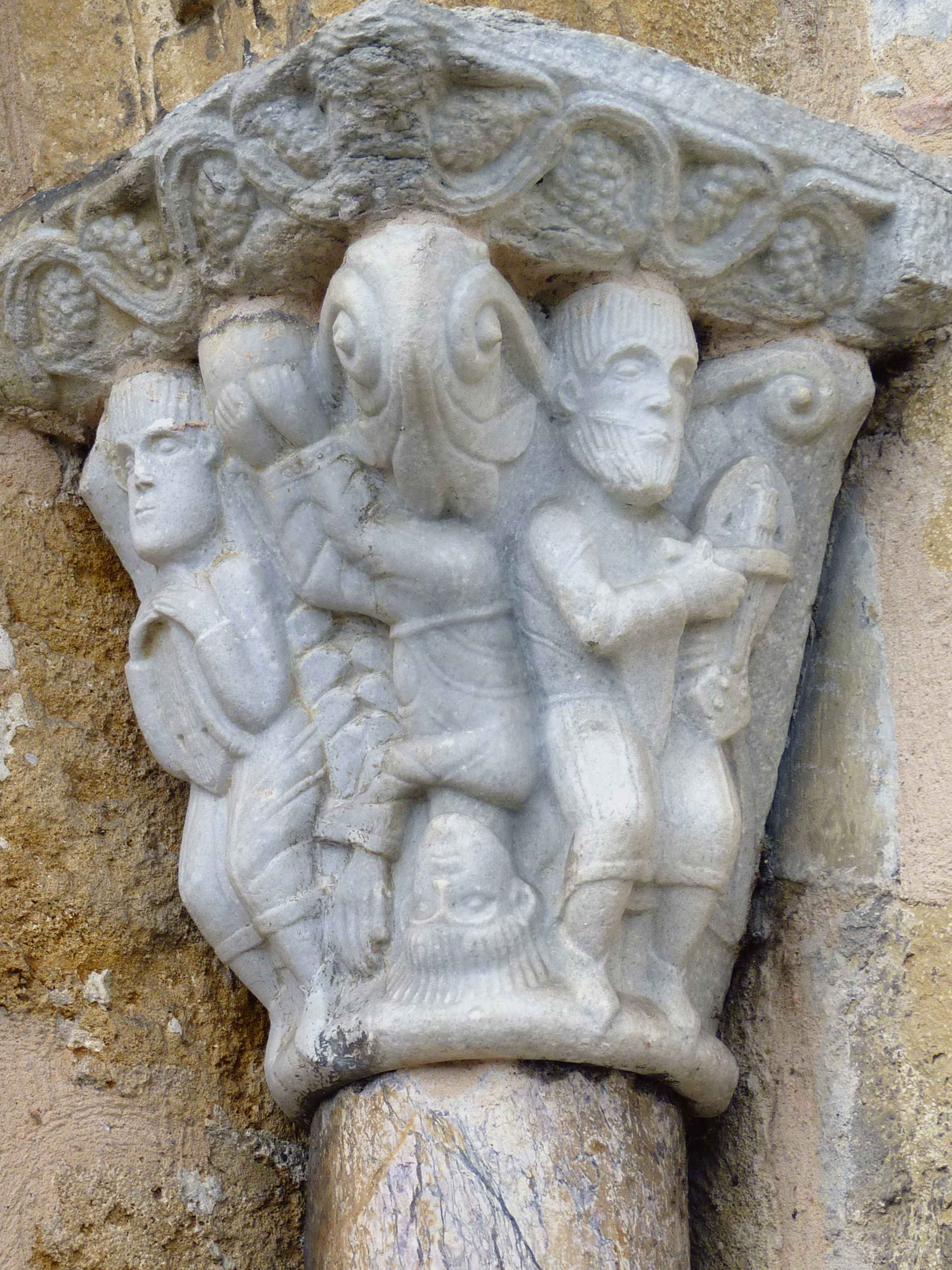
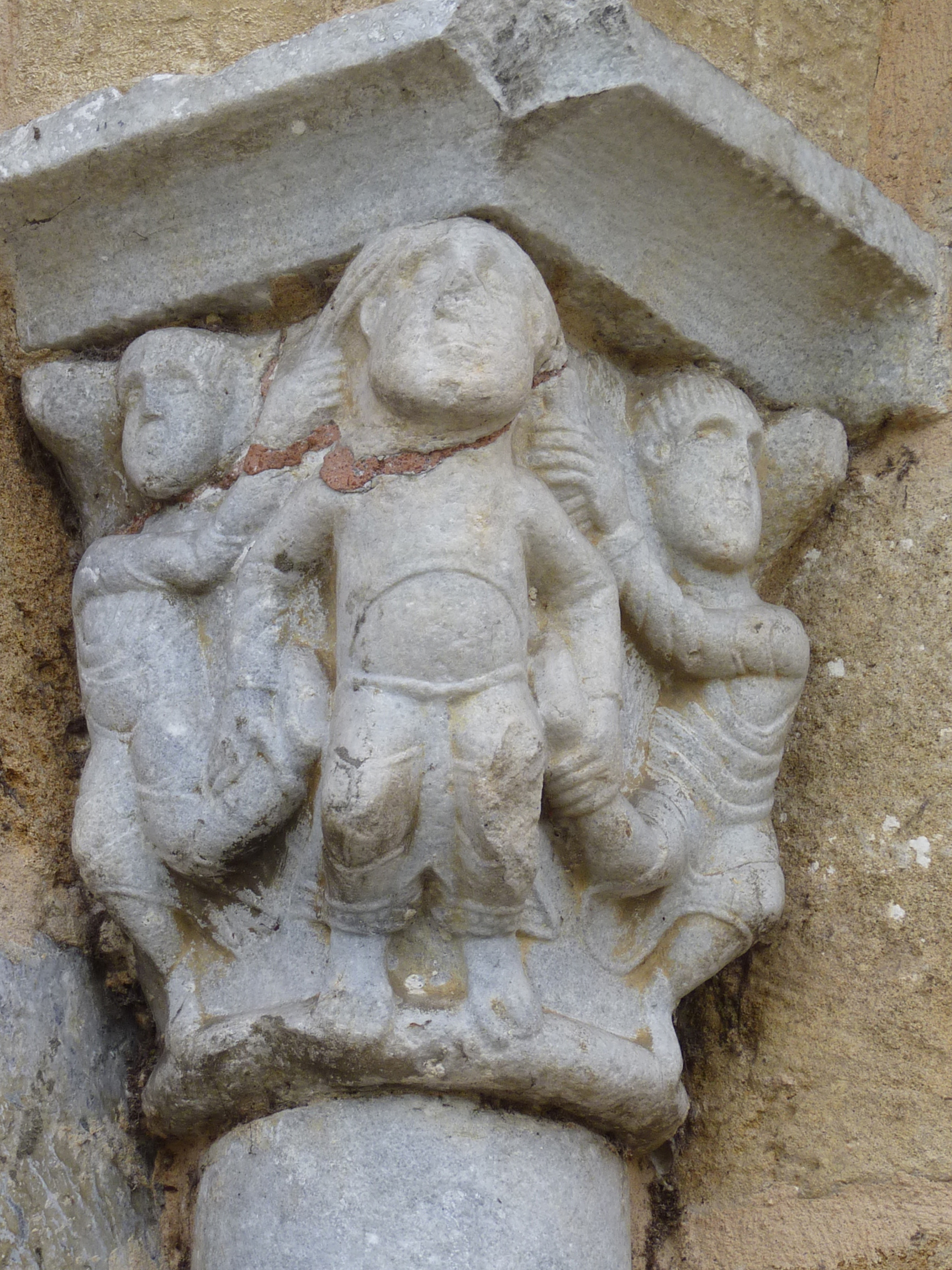
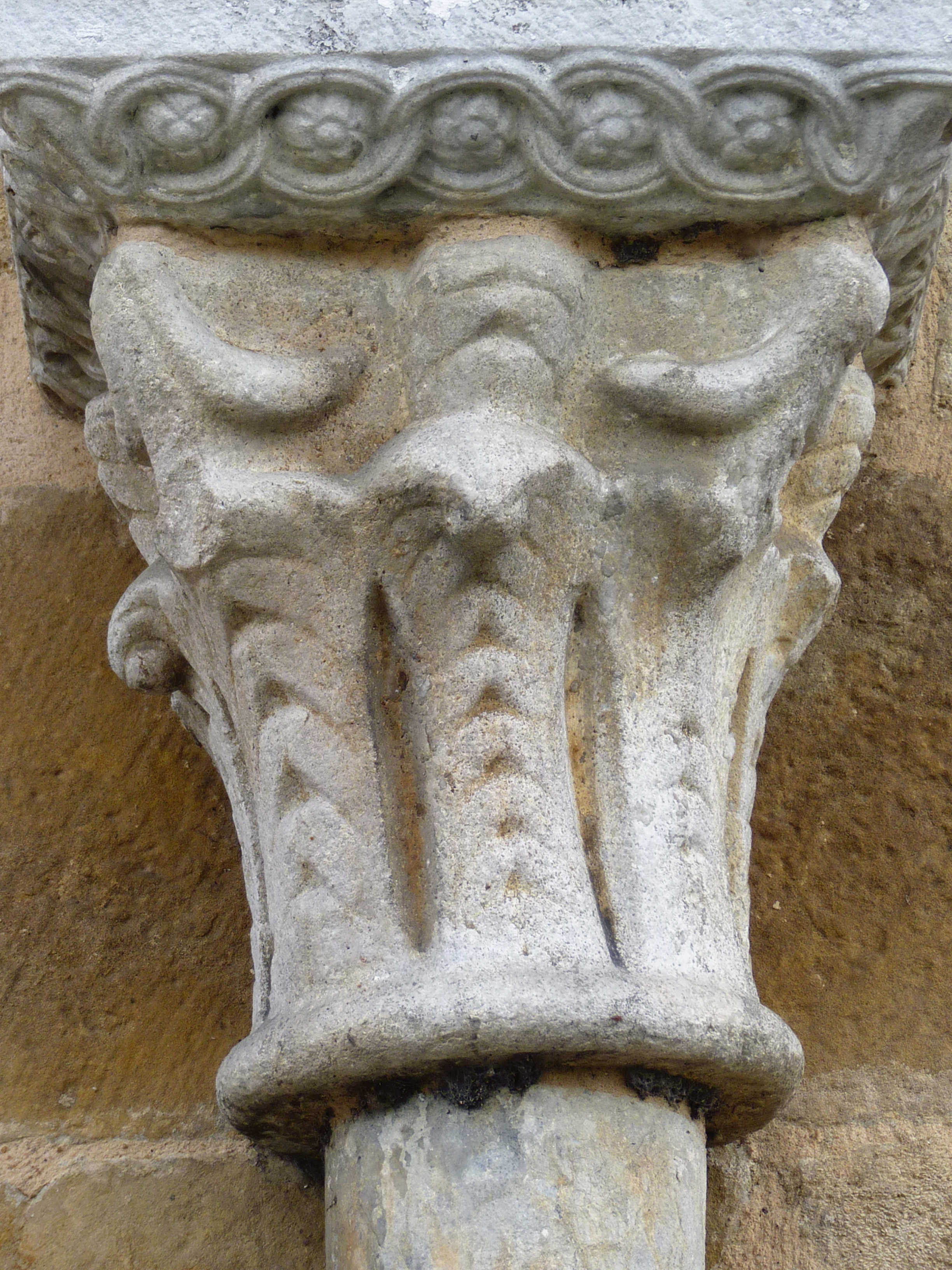
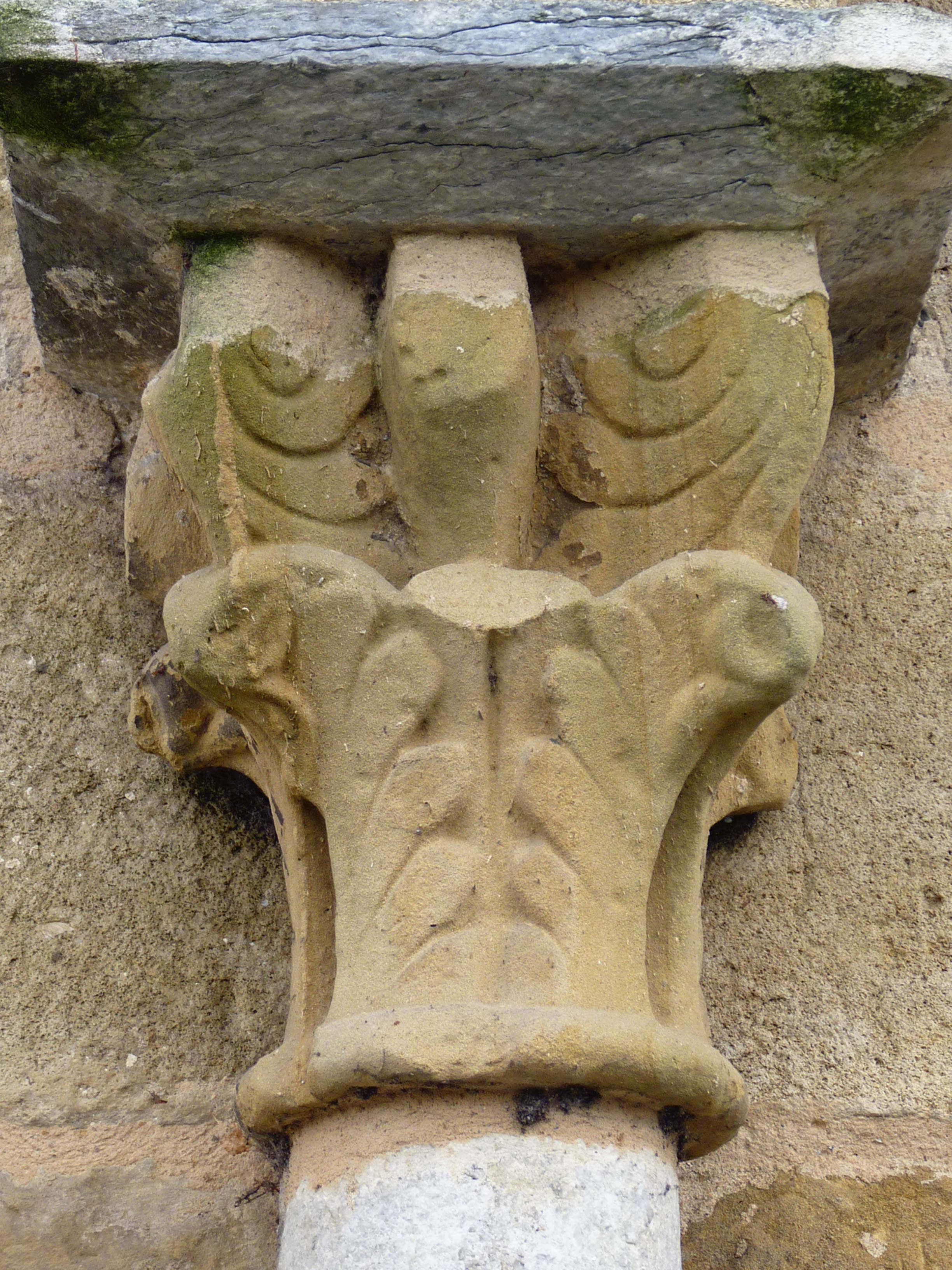
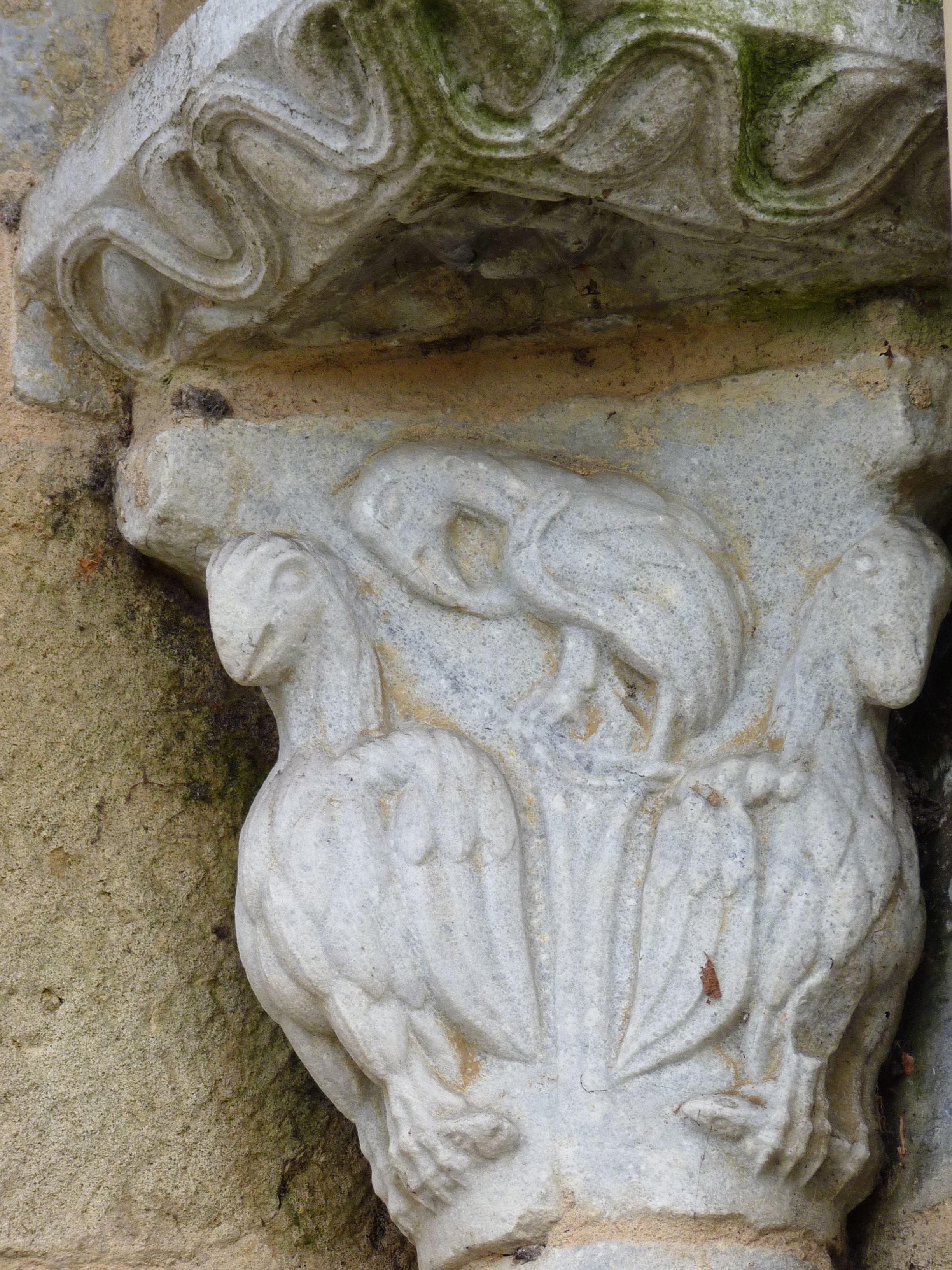
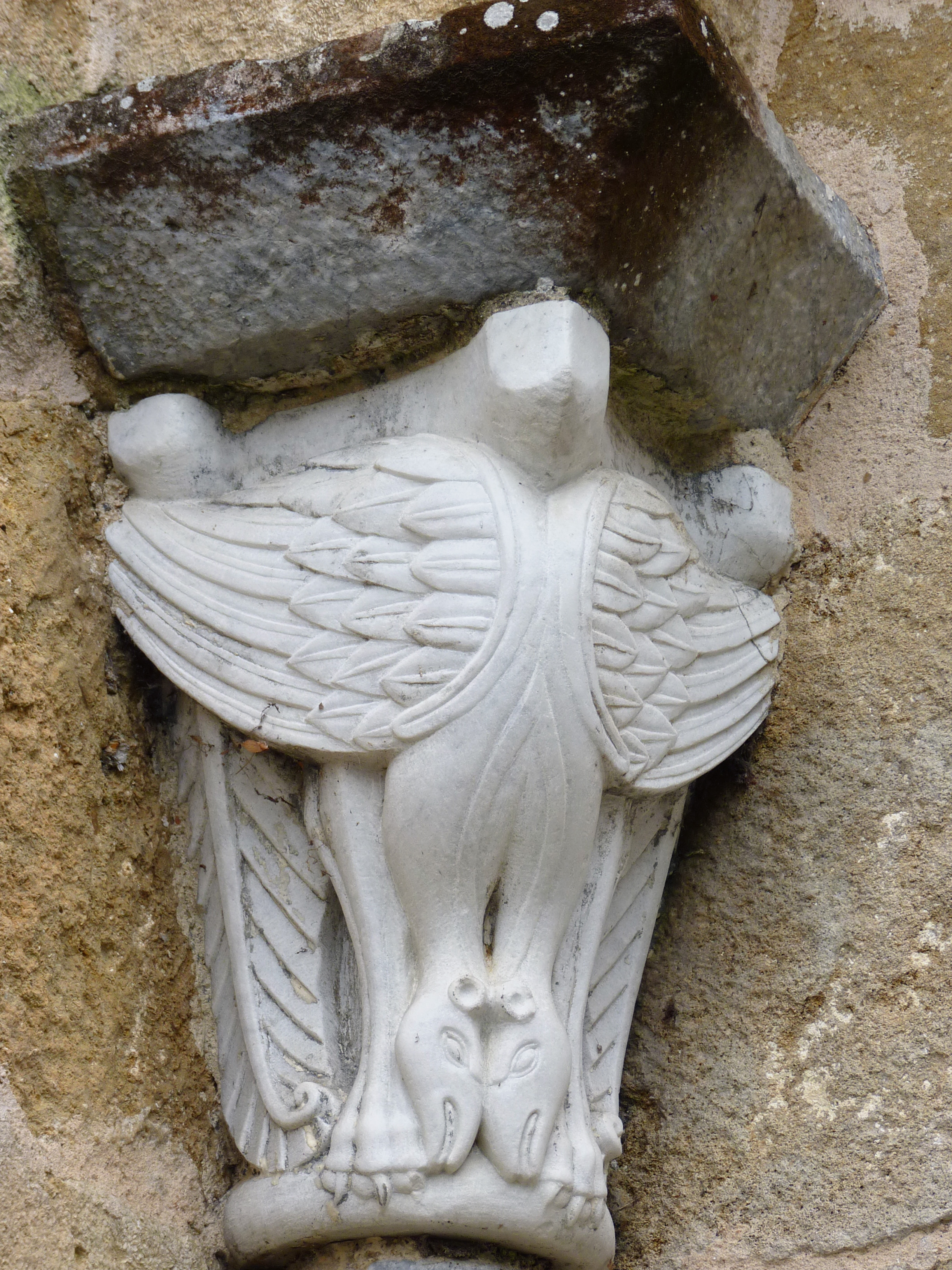
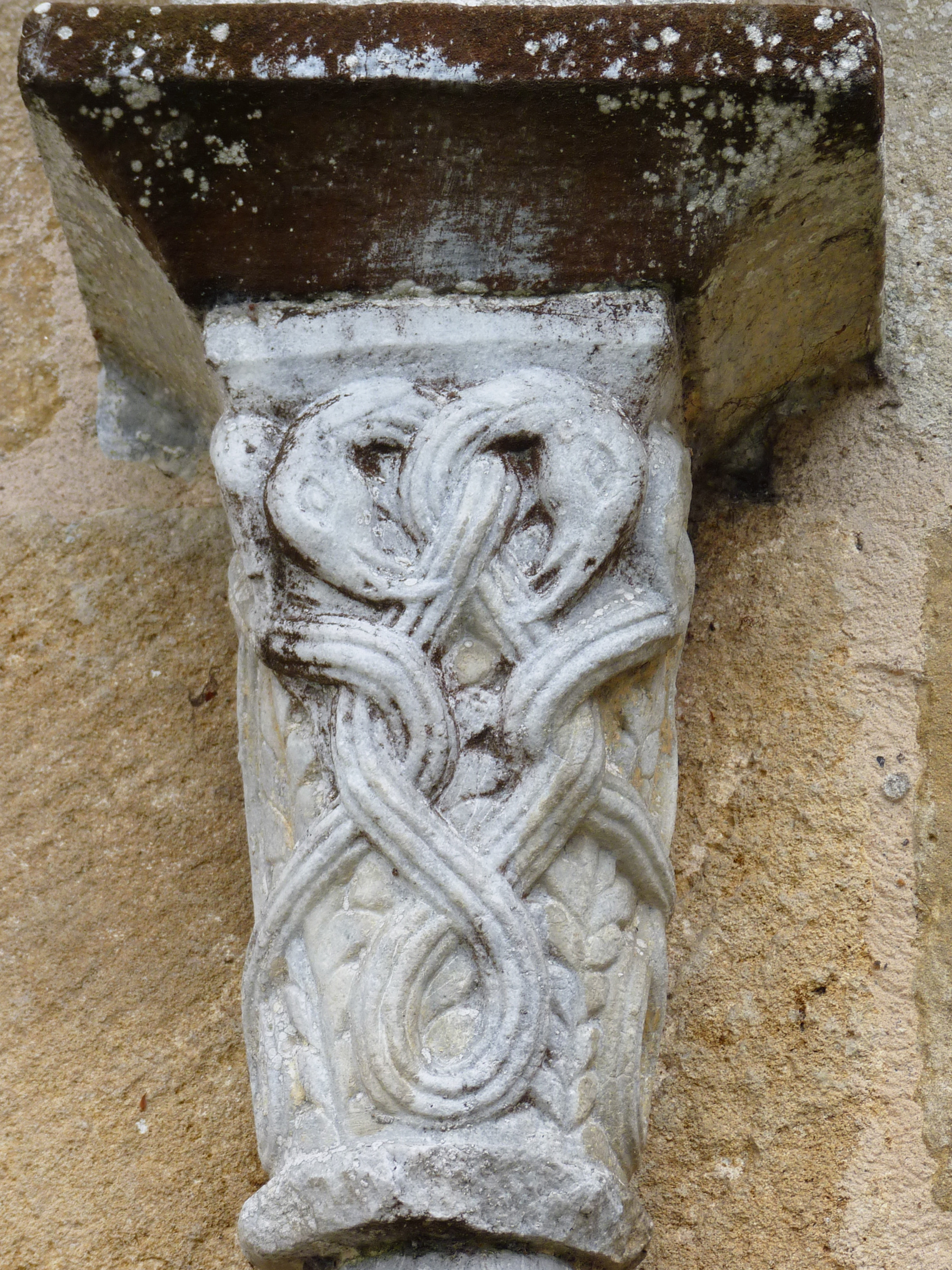
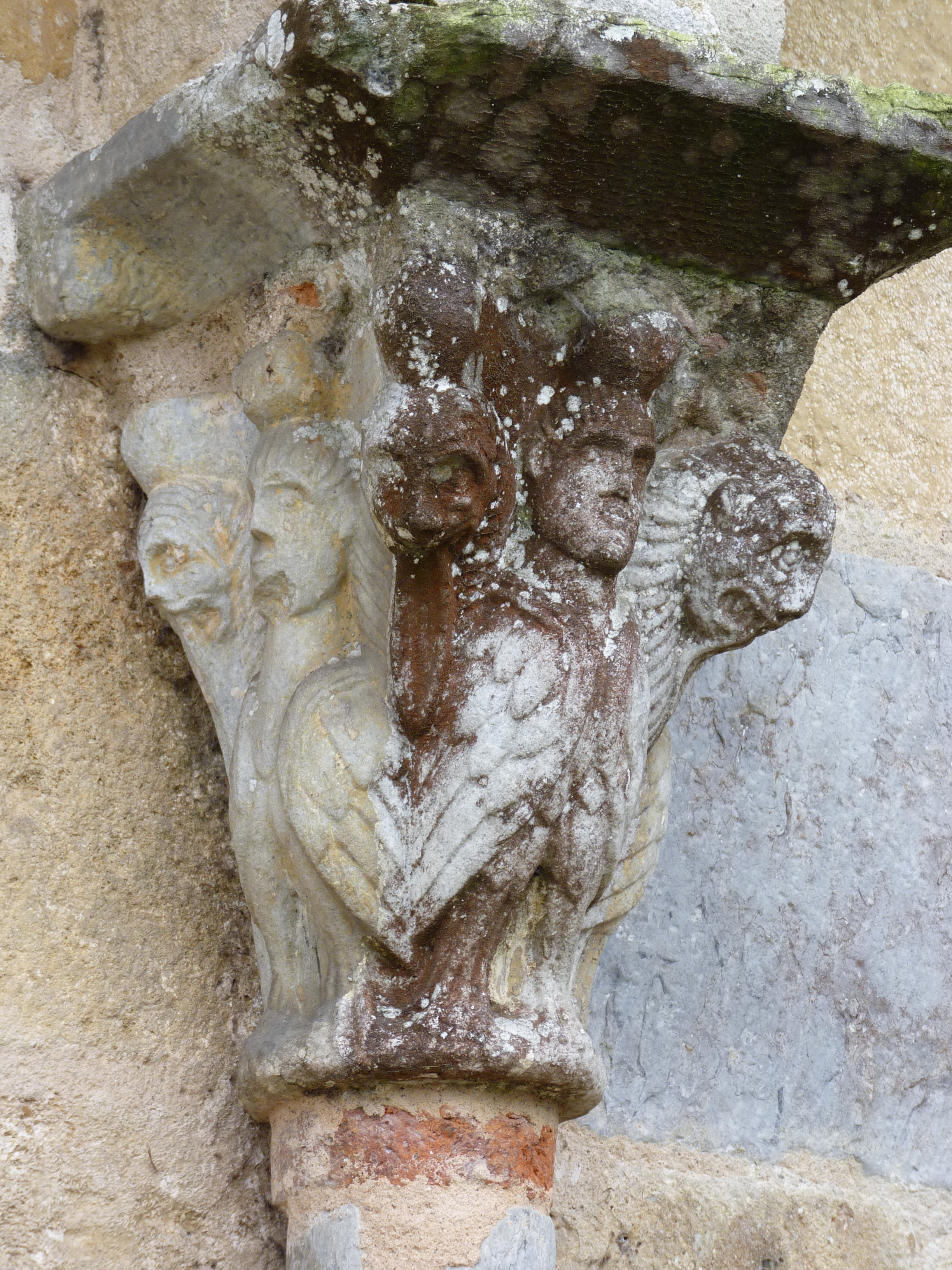
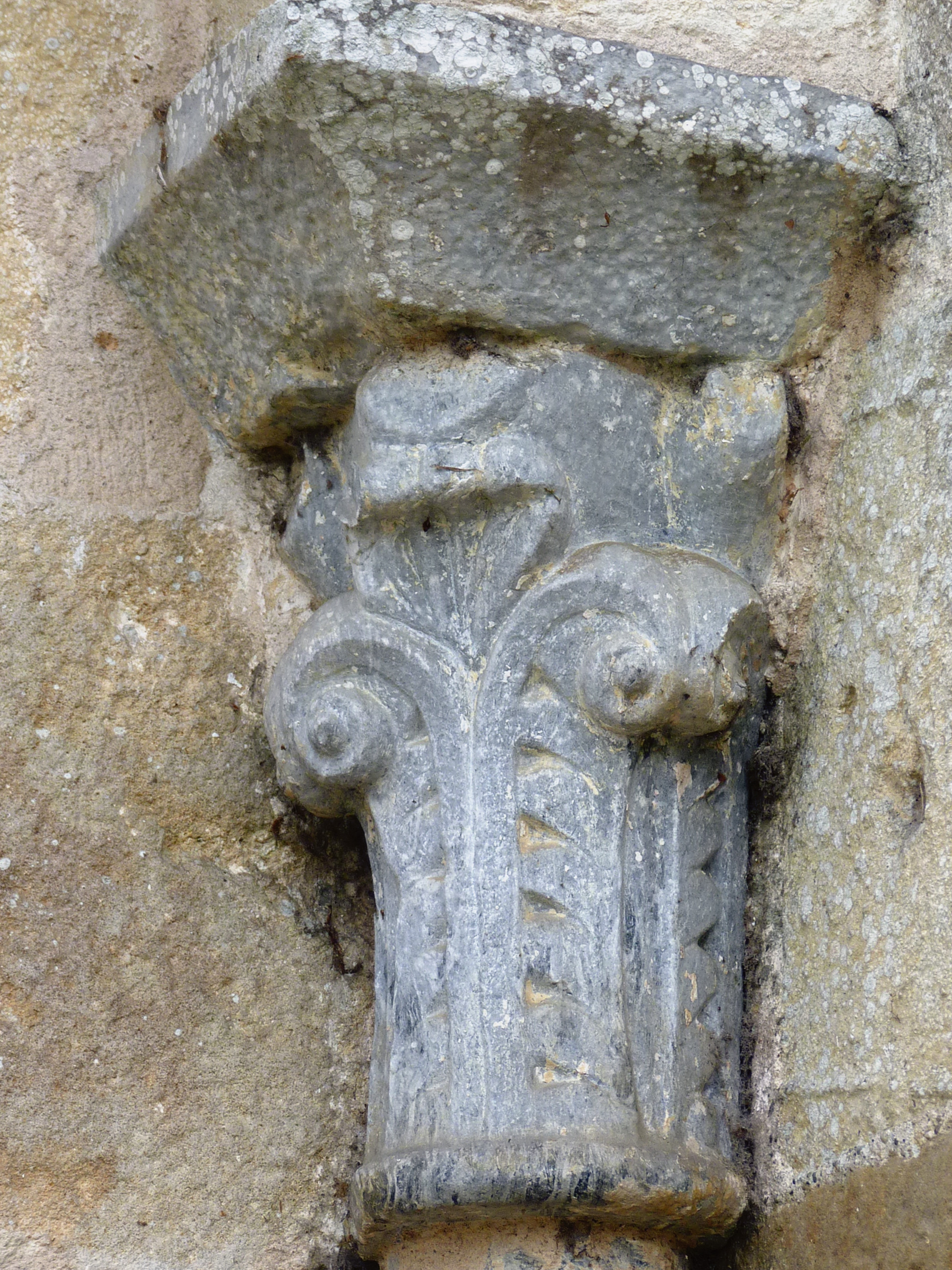

L’abside réunit ici une grande diversité de motifs en mettant en œuvre au moins deux variétés de pierres et avec des tailloirs de formes différentes qui peuvent être ou non décorés de motifs très variés, tiges enlacées qui se terminent par des têtes d’oiseaux, palmettes, entrelacs, feuillages, fleurs, grappes de raisin…
Voici la description des chapiteaux retenue par l’association « Les amis du vieux Saint-Paul », de droite à gauche (du sud au nord):
N° 1 : Sorte de grands chevaux aux longues pattes fourchues.
N° 2 : Des hommes tiennent par les cheveux deux femmes placées aux angles de la corbeille.
N° 3 : Deux grands oiseaux picorent des grappes de raisin.
N° 4 : Des animaux hybrides à tête de cheval et serres d'oiseau.
N° 5 : Deux pélicans s'ouvrent le poitrail.
N° 6 : Feuilles d'acanthe.
N° 7 : Des dompteurs plongent leurs mains dans la gueule du lion.
N° 8 : Une bataille entre deux hyènes.
N° 9 : Deux têtes de lion. De la gueule de l'un d'eux ressortent deux pattes.
N° 10 : La corbeille est cylindrique. Des têtes de lions laissent tomber des lianes qui se courbent et se croisent.
N° 11 : Trois grands oiseaux piquent le sol et de belles grappes - bien décorées.
N° 12 : Trois hyènes marchant de gauche à droite sont plus exactement traitées que celles du chapiteau  N° 8.
N° 13 : Un baladin se tient en équilibre sur la tête et les mains et fait rouler sur ses pieds nus une grosse boule. Il y a un personnage assis et un musicien. Le tailloir est orné de grappes de raisin.
N° 14 : Des acrobates suspendus aux cheveux d'une femme qui les retient par les pieds. Cette scène se rapproche de celle des baladins.
N° 15 et N° 16 : Feuillages.
N° 17 : Deux oiseaux de proie, peut-être des aigles et un oiseau plus petit : un corbeau.
N °18 : Un chapiteau assez médiocre inventé dans les années 1960 lors d'une restauration. L'original, retiré au siècle dernier, serait au musée des Beaux-Arts d’Agen. Il figure un homme et une femme enlacés
N°19 : Des feuillages et têtes d’oiseaux.
N°20 : Trois oiseaux à figure humaine, trois têtes d’hommes et mufles de lions.
N°21 : Des feuilles d'acanthe stylisées.
L’étude de ces réalisations a mis en évidence l’existence d’œuvres similaires à Sorde-l'Abbaye, à Saubrigues mais aussi en Navarre sur le portail de Leyre et elle tend à conclure que leurs sculpteurs venaient probablement d’Espagne et qu'ils se mouvaient par ailleurs dans un monde de symboles qui leur était familier. 
Les travaux de restauration de l’abside ont également mis au jour l’existence de deux escaliers ascendants et murés, à droite et à gauche du chœur, au niveau des portes.

## Le clocher
L'imposante tour carrée du clocher, autrefois séparée de l’église, est pourvue de puissants contreforts. Elle a été rehaussée au XVIIe siècle, puis équipée au XIXe siècle de quatre cloches issues des fondeurs dacquois Delestan et fils.

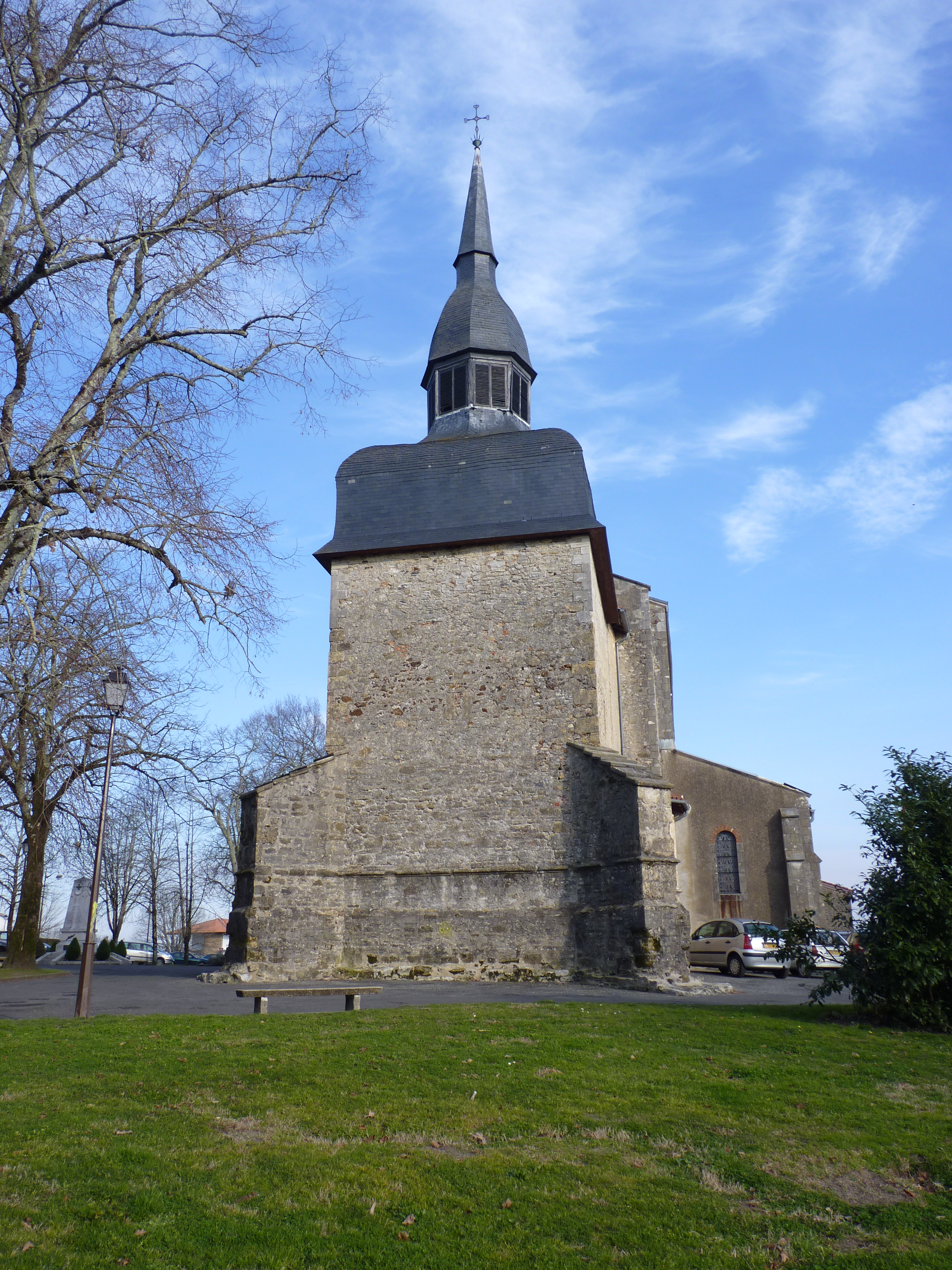
Clocher - Façade ouest
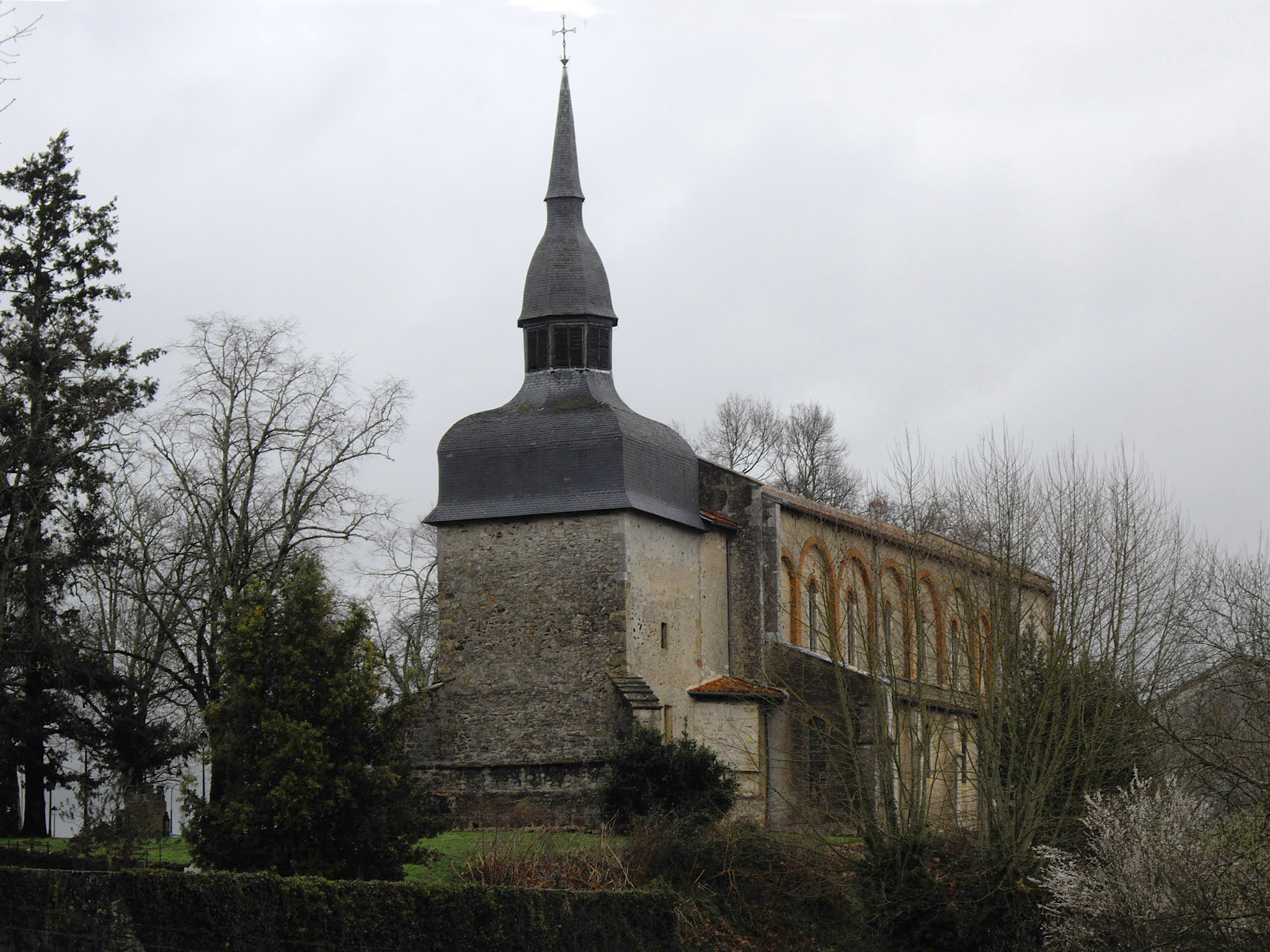
Vu de la rue de la fontaine
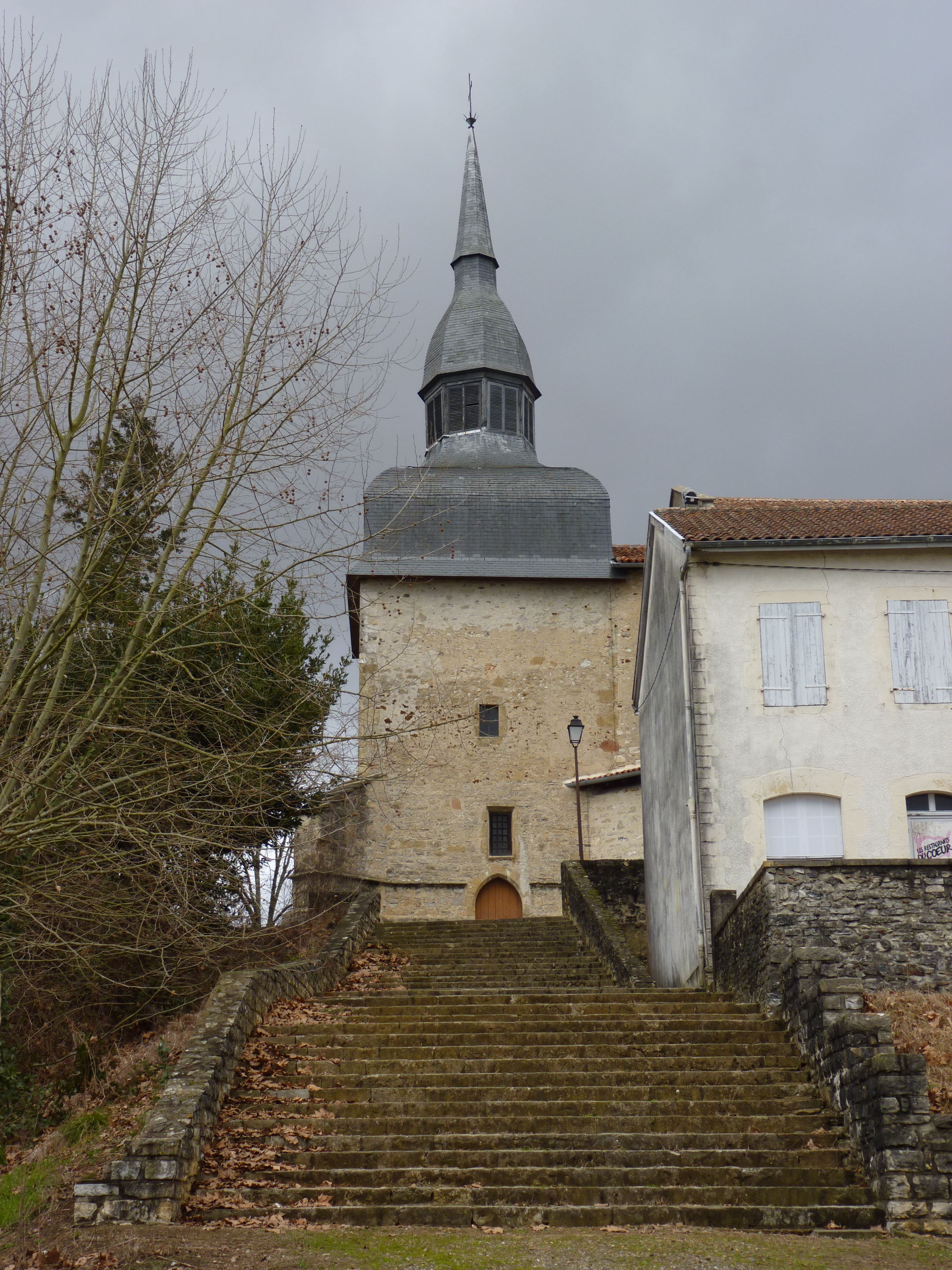
Clocher - Façade sud

## L'orgue
L’église Saint-Paul dispose d’un orgue expressif construit en 1976 par le facteur Robert Chauvin de Dax.
Cet orgue se compose d’un buffet moderne à trois tourelles plates encadrant deux plates-faces qui est peint en vert et rouge rehaussé de dorures. La boîte expressive du positif de poitrine est apparente au-dessus de la console en fenêtre. Les transmissions sont mécaniques. Il dispose de 3 claviers de 56 notes et un pédalier de 32 notes.
Les jeux se répartissent comme suit : 
I : Résonance : Bourdon 16, Flûte 8, Prestant 4, Flûte 2, Trompette 8
II : Grand Orgue : Montre 8, Bourdon 8, Prestant 4, Quarte de nasard 2, Plein Jeu V, Cornet III, Trompette en chamade 8, Voix Humaine 8
III : Positif de poitrine : Bourdon 8, Flûte à cheminée 4, Nazard 2 2/3, Doublette 2, Tierce 1 3/5,  Larigot 1 1/3, Sifflet 1, Cromorne 8
Pédale : en tirasse

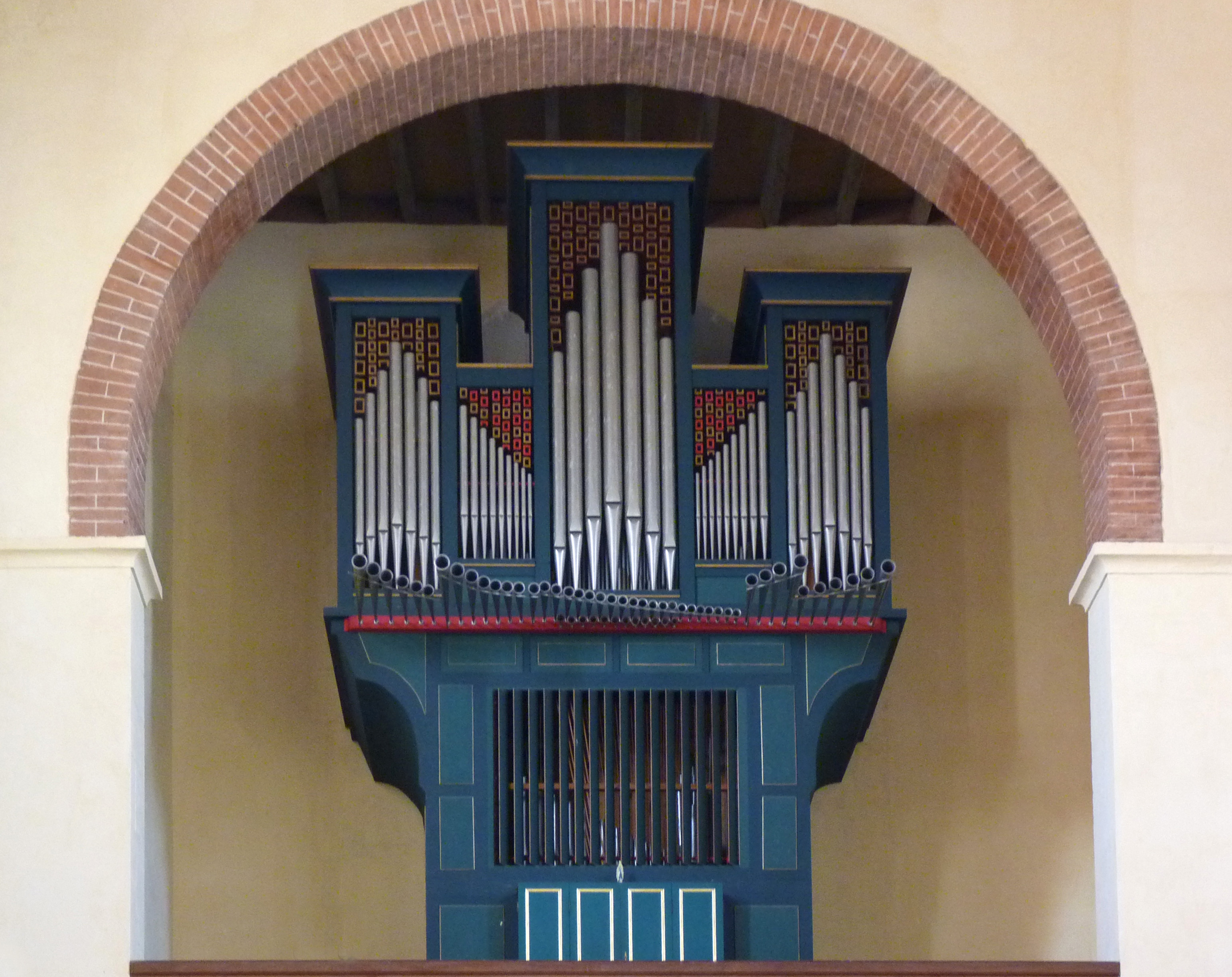
Le grand orgue
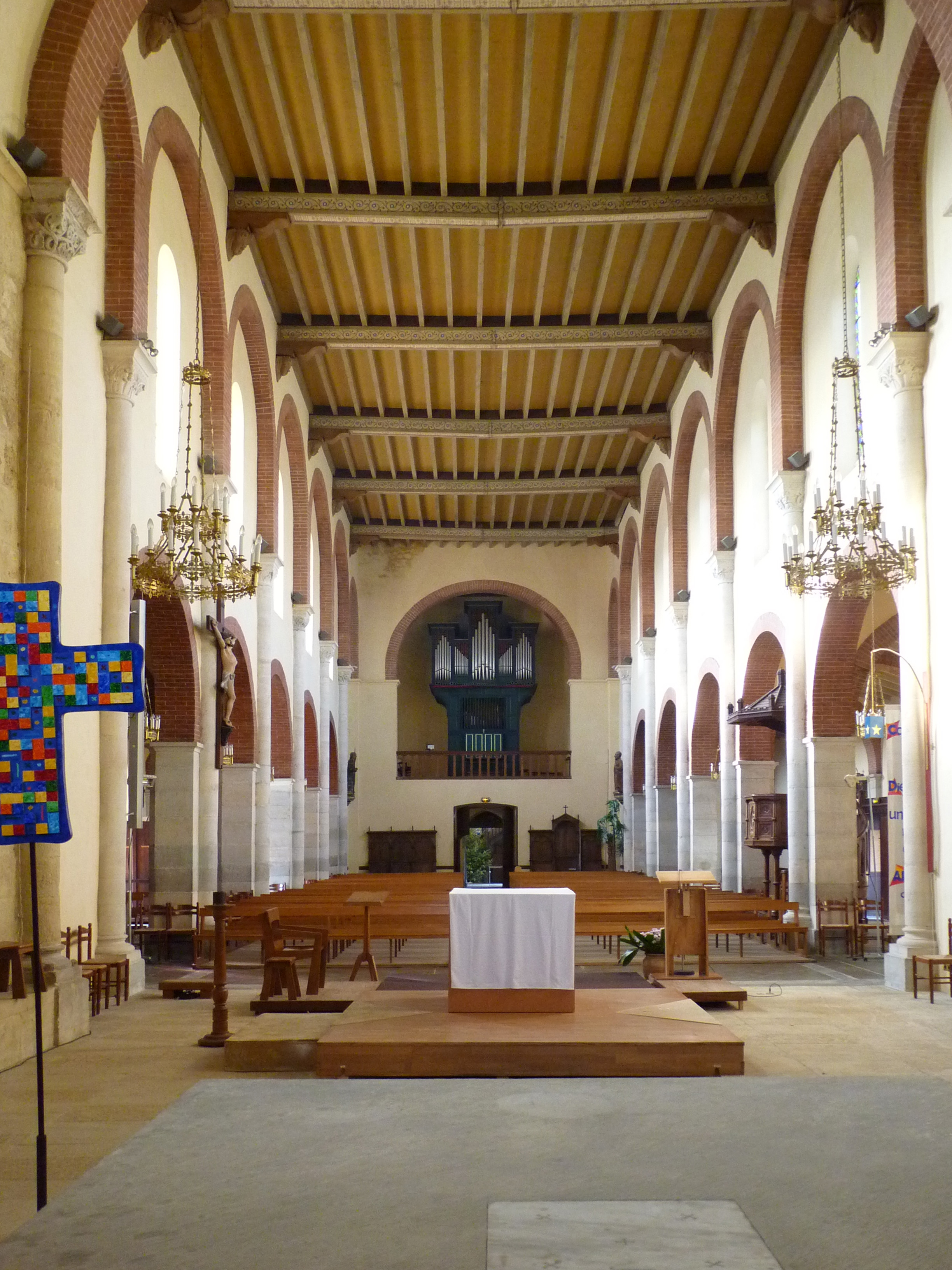
L'orgue vu de l'abside

À noter que la configuration de l’église Saint-Paul se prête à l'organisation de nombreux concerts.

## Les tombeaux merveilleux
Du 5e tome de « La géographie universelle » de 1791, ce passage : 
« Derrière l'église de St. Paul, située à une très petite distance de l'Adour, à l'opposite de la ville, est une spélunque ou caverne voûtée qui renferme trois tombeaux de marbre antique, qu'on a regardés comme merveilleux à cause d'une certaine mesure d'eau qui s'y trouve constamment. Les auteurs philosophes en attribuent la cause au flux de la mer qui n'en est éloignée que de cinq lieues, & qui doit y communiquer par des voies souterraines & des espèces d'aqueducs spongieux commons. »
En 1575, André de la Serre, natif de Dax, écrit :  
« De l'autre cousté, vers Septentrion de la rivière, à un quart de lieue de la ville, y a une autre fort belle antiquité, à sçavoir : un antre dans lequel y a trois sépulcres ou tombeaux, lesquels au plain de la lune se trouvent tousjours remplis d'eau, et au decours de la lune se tarissent d'eux mesmes, et est chose qu'on void encore aujourd'huy à I'œil, et ce au lieu appellé S. Paul sur un mont, où il y a une belle et ancienne église et belle paroisse. L'on estime ou que c'estoit anciennement l’antre des divinations, ou les sépulcres de trois grands personnages. »
De nos jours, l’abbé Jean Cabanot écrit : 
« Au XIXe siècle, on voyait encore à son chevet un ancien réservoir à demi enterré où avaient été déposés des sarcophages; la légende situait dans cette «spélunque» divers phénomènes merveilleux. »
Ces sarcophages en marbre blanc remonteraient au Ve siècle, à l'époque des Mérovingiens. L'un d'eux est orné de quatre petites colonnettes d’angle et deux d’entre eux se trouvent actuellement dans les réserves du musée Borda de Dax.
Eugène Dufourcet, l'un des fondateurs de la Société de Borda, voyait dans cette spélunque le réservoir qui alimentait l’aqueduc et qui, après sa destruction par les Normands en l’an 845, aurait été utilisé comme un lieu de sépulcre. À la fin du XIXe siècle, la spélunque voûtée avait totalement disparu et aujourd'hui nul ne sait où elle était exactement située. Quoi qu’il en soit, sa légende a traversé les siècles et les frontières et l’intérêt suscité par « le caractère merveilleux des sarcophages baignant dans l’eau » a contribué à l’histoire de l’église Saint-Paul et à son édification.
Dans cette révélation, l’eau joue un rôle fondamental, mais ce n’était pas seulement l’eau d’une source soumise aux influences de la lune, aussi extraordinaire que puisse être ce phénomène, mais celle qui, dans l’imaginaire, transmettait quelque chose des trois personnalités anciennes et importantes avec lesquelles elle entrait en contact.
L’histoire de cette église est également liée à celle d’un sanctuaire des eaux qui témoignait de l’importance qu’on leur accordait. Selon Eugène Dufourcet, certains éléments d’architecture visibles sur l'abside seraient ceux de ce sanctuaire.

## Le symbolisme possible des bas-reliefs mis en avant
Un symbolisme possible des bas-reliefs mis en avant sur les contreforts (le 3e et 8e).

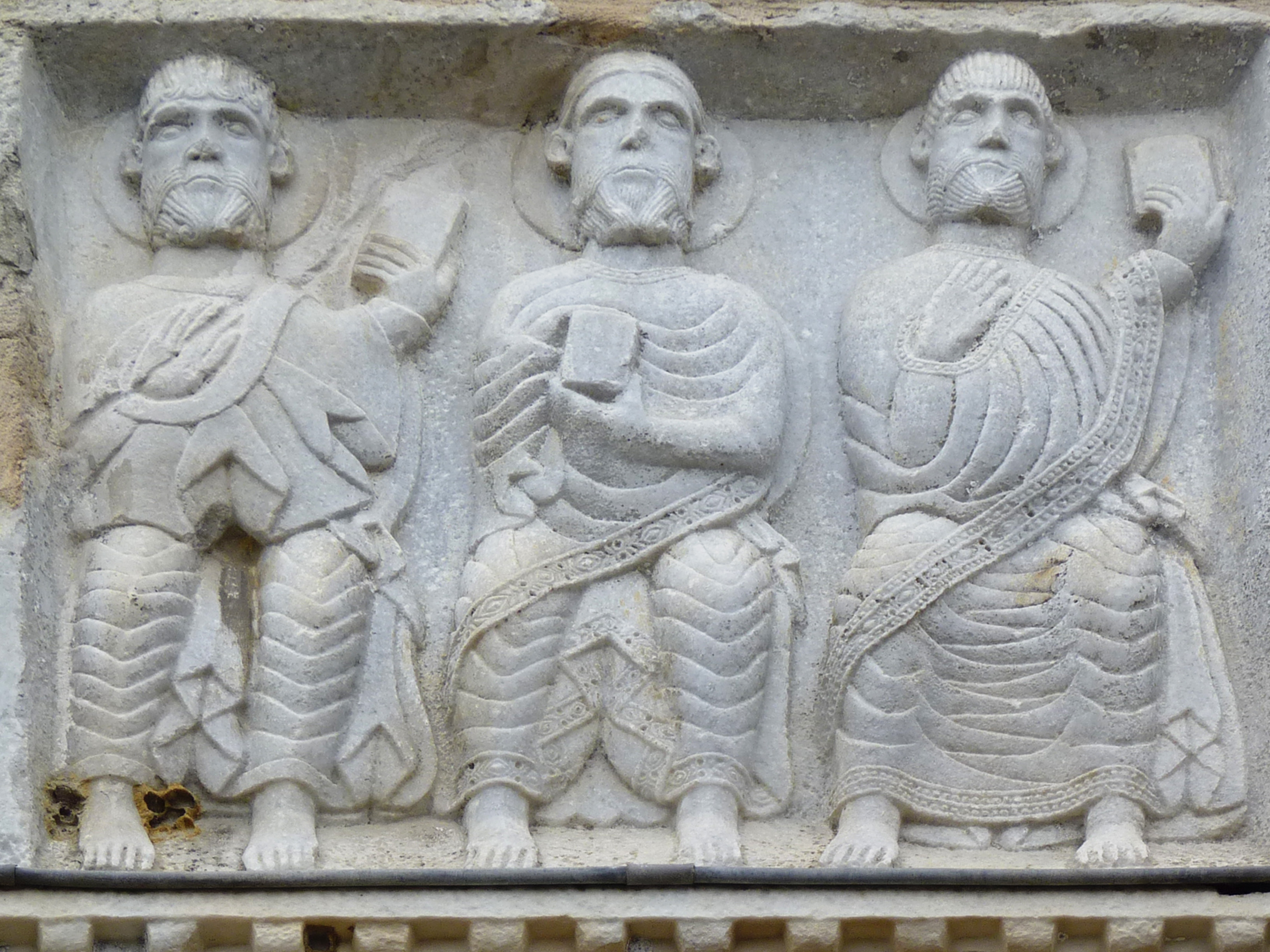
Le troisième bas-relief, le premier à être mis en avant

Chaque bas-relief contiendrait un message qui lui est propre et celui-ci annoncerait qu’il livre la connaissance d’en haut, la connaissance spirituelle au travers de trois personnages semblables.
Ces bas-reliefs s’offrent à la vision car la connaissance spirituelle est celle de l’esprit, est celle que l’intelligence parvient à voir. Pour pouvoir réaliser ce qu’ils représentent ou ce qu’ils mettent en scène, il est indispensable de commencer par observer avec soins les éléments qui les constituent, car le simple fait de les désigner ne permet pas de saisir la signification des éléments qu’ils contiennent.
Ce premier bas-relief montrerait au travers d’une représentation ce qui est important et désirable : trois livres sont présentés ici, trois livres qui permettraient d’accéder à la connaissance spirituelle de ceux qui les portent. L’artiste a pu vouloir exprimer l'importance de ces livres en mettant en avant ou en valeur ceux qui les portent.
La connaissance que l’intelligence se doit de saisir, pourrait être définie comme étant celle de ceux qui, les pieds nus, sont assis et par-là même trônent, en étant auréolés.
- Dans une représentation spirituelle, « être assis », du verbe seoir, c’est être établi. La connaissance spirituelle s’établit toujours dans la connaissance de "ce-qui-est", et dans le cas présent de ce qui est représenté ici-même. Ce bas-relief présenterait une connaissance souveraine, une connaissance qui serait véritablement importante.

- Dans une représentation spirituelle, l’auréole est un élément de composition qui se place au niveau de la tête et met en valeur le siège de l’intelligence (la tête). La connaissance utile que ce bas-relief présente serait celle qui fait appel à l’intelligence, à la réflexion et à l’imagination.

- Les pieds nus sont directement en contact avec la terre. La connaissance spirituelle n’est pas une connaissance qui perd pied avec la réalité, mais qui se révèle au travers d’éléments ou de représentations variées, comme ce serait le cas ici. La connaissance spirituelle ne s’oppose pas à la connaissance matérielle, mais elle se révélerait au travers d’elle.

En faisant appel à sa réflexion et à son imagination, l’artiste a pu transposer des éléments spirituels, de l’esprit, de la pensée, de l’intelligence, en éléments matériels pour que ceux qui les contemplent puissent les saisir et pour que l’esprit et la vie de ceux qui feront le travail inverse puissent se développer et s’épanouir.
Voilà ce qui serait représenté et mis en avant dans le 3e bas-relief au travers de 3 livres et de 3 personnes semblables. Pour l’artiste, le nombre 3 serait avant tout un élément de composition comme un autre, un élément à haute portée symbolique, même s’il traduit aussi les opérations de pensée révélatrice et triomphante que le bas-relief suivant met en scène.

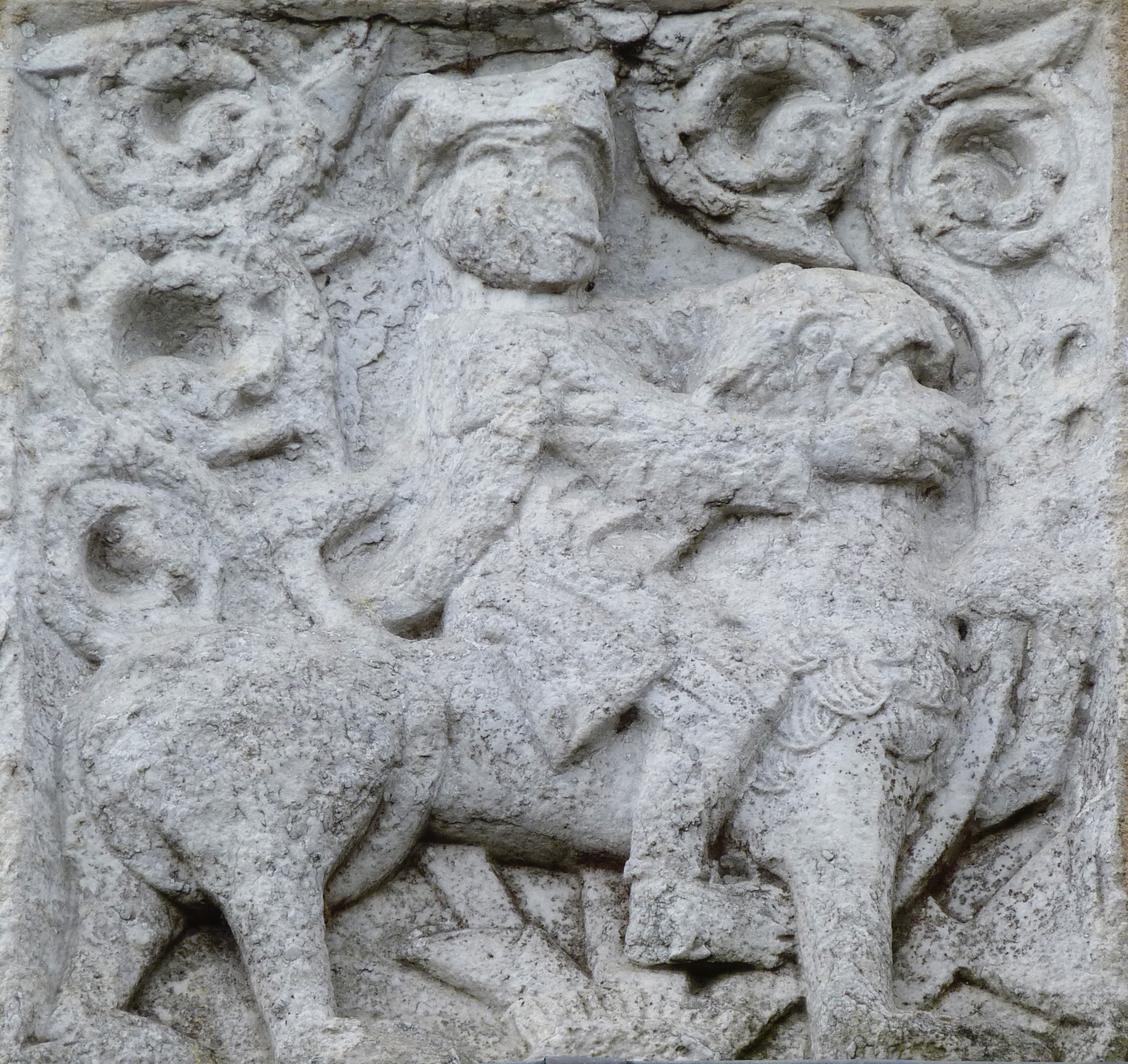
Le huitième bas-relief, le second à être mis en avant

La connaissance éventuellement exposée dans le 3e bas-relief conduit au triomphe, au triomphe de l’homme sur l’animal. Le 8e bas-relief le mettrait en avant.
Chaque bas-relief contiendrait un message qui lui est propre et celui-ci représenterait tout d’abord quelque chose qui est enfantin, c’est-à-dire quelque chose qui est simple, à la portée de tous, évident et par-là même heureux. Lorsque l’intelligence parvient à saisir la connaissance, les choses sont simples, évidentes… Ce sentiment est présent dans une réalisation spirituelle.
Il est possible de percevoir que ce bas-relief représente « le triomphe de l’homme sur l’animal » et, avec le chemin parcouru, ce que cela signifie.
Le deuxième bas-relief qui serait mis en avant est donc le 8e. A l’image du graphisme de ce chiffre, il se compose de deux éléments superposés : un homme et un animal. La queue du lion atteint le dos de l’homme (sinon, elle serait perdue au milieu des volutes) et la main de l’homme la gueule du lion. Ces deux éléments sont liés et forment un tout qui s’inscrit au centre d’une plante portant des crosses, c’est-à-dire des éléments qui peuvent s’enrouler ou se déployer. A l’image du lotus sacré qui symboliserait la réalisation spirituelle, l’épanouissement de la vie et de l’intelligence, cette plante symboliserait cette même réalisation au travers de ce qu’elle représente : « le triomphe de l’homme sur l’animal ». Il s'agit ici de la lutte entre Samson et le lion (que l'on rencontre régulièrement dans l'art roman et bien moins par la suite).
Les observations ici présentes devraient être considérées avec une grande attention car la lecture du livre des Juges dans lequel se trouve le récit de Samson éloigne plus qu’elle ne rapproche de cette représentation : le personnage ici présent, ne serait pas en train de tuer un lion, bien au contraire cet animal pourrait être devenu sa monture. Au travers de cette représentation, l’homme pourrait saisir ici-même et ce qui est important et qui le porte. Ce faisant, il possèderait une âme de connaissance et sa vie s’épanouirait avec ce qu’il voit.
Spirituellement, le lion est aussi le symbole de la force et du courage de celui qui vainc, de celui qui met sa main dans sa gueule, autrement dit qui tire sa connaissance de lui-même, de ses propres observations. Lorsque cela se fait, les cinq crosses s’épanouissent et « voici qu’il est vainqueur, le lion de la tribu de Juda, le rejeton de David » (Apocalypse, chapitre 5).

### articles connexes
- Liste des églises des Landes
- Liste des monuments historiques des Landes
- Liste des monuments historiques de 1862